# Iglesia de Santa María de los Ángeles (Milán)
La iglesia de Santa Maria de los Ángeles (en italiano: Santa Maria degli Angeli), conocida sencillamente como Santo Ángelo (Sant'Angelo) es una iglesia del siglo XVI del centro histórico de Milán perteneciente a la Orden franciscana, un claro ejemplo del estilo barroco en la capital lombarda.
Es de una única nave con capillas laterales y bóveda de cañón, un transepto y un presbiterio profundo. Entre las obras de arte que decoran la iglesia destacan obras de Gaudenzio Ferrari (capilla de Santa Catalina), Antonio Campi (misma capilla), Morazzone (un San Carlos Borromeo en Gloria), Simone Peterzano (frescos en la capilla de San Antonio), Ottavio Semino (capilla Brasca en el transepto), Camillo Procaccini (frescos en el transepto y en varias capillas) y Giulio Cesare Procaccini (una Natividad, en la sacristía de estilo rococó).

## Historia

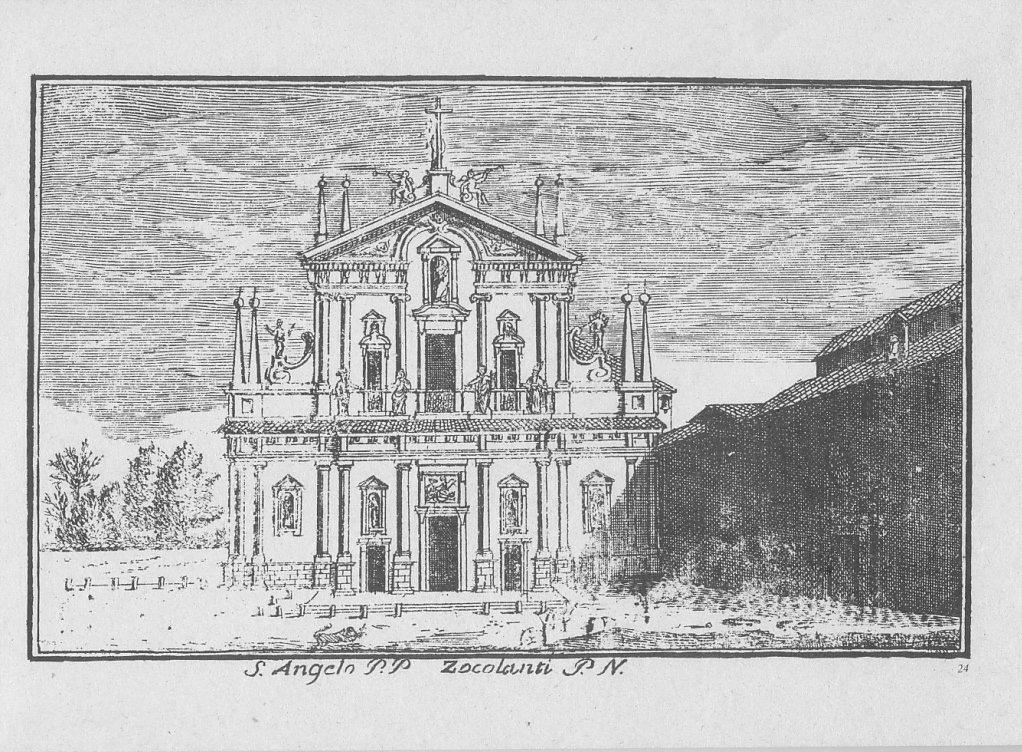
Dal Re, Marc'Antonio (1697-1766) - Vistas de Milán

El complejo de Santa Maria de los Ángeles, compuesto por la iglesia de Santo Ángel y el convento contiguo a su derecha (una adición del siglo XX), es hoy la sede milanesa de la Orden de los Frailes Menores Observantes de San Francesco , desde su fundación el 21 de febrero de 1552.
En Milán ya existía una iglesia dedicada a Sant'Angelo en el siglo XIII, que durante el siglo XV se convirtió en la sede de la Orden franciscana. La iglesia tuvo que ser demolida a mediados del siglo XVI para la erección decidida por el gobernador militar español Ferrante I Gonzaga, de un nuevo círculo de murallas en Milán, las murallas españolas. Ferrante I luego ordenó la construcción del edificio actual en sustitución del anterior, por parte del arquitecto militar de confianza de los Gonzaga, el florentino Domenico Giunti. El pequeño campanario se añadió en 1607, mientras que la fachada no se terminó hasta 1630, en estilo manierista tardío o barroco temprano.
El edificio se articula en una amplia nave única, rodeada por una serie de capillas laterales desarrolladas en el espesor de los muros, cubierta con bóveda de cañón,, seguida de un gran transepto y un profundo presbiterio. Dispone de diecinueve capillas nobles, ocho a cada uno de los lados de la nave principal y tres más que abren al transepto. Pertenecían a familias patricias y a gremios de la ciudad de Milán, quienes ordenaron las decoraciones a lo largo de los siglos, del XVI al XVIII, hasta la última que data de la última mitad del siglo XX. En la decoración es recurrente el motivo del sol radiante con el monograma IHS, el símbolo de Cristo difundido por el franciscano san Bernardino de Siena.
Como gran parte de los centros monásticos milaneses, también este convento también fue suprimido durante el período napoleónico, en 1810. Solo en 1922, los Menores franciscanos volvieron al edificio. El grandioso monasterio original, dividido en tres claustros, adornados con ciclos de frescos de Procaccini y de Morazzone, que estaba en ese momento muy degradado, fue demolido y reconstruido en formas contemporáneas. La iglesia  destaca por ser uno de los pocos edificios de culto en Milán que ha sobrevivido relativamente intacto a las devastadoras restauraciones del siglo XIX, que impusieron una apariencia «neomedieval» uniforme y banal en todos los monumentos más importantes. Aquí también el expolio napoleónico y la remoción de las tumbas de las iglesias en el siglo XIX han abierto lagunas, pero en general la iglesia todavía se presenta enteramente en su forma manierista y barroca, conservando todas las capillas del patronazgo de los antiguos gremios, defendidas por puertas altas y decoradas con obras de arte de los siglos XVI/XVIII. Los huecos se llenaron en el siglo XX con obras modernas (frescos, pinturas, esculturas), no siempre de un nivel equiparable al de las obras antiguas, pero en todo caso capaces de proporcionar al visitante una imagen no incompleta del edificio.

## Descripción

### Exterior
El cementerio de la iglesia  está decorado con la Fontana di San Francesco con la representación en bronce de San Francesco d'Assisi che parla agli uccelli, obra de 1927 de Giannino Castiglioni.
El convento, que actualmente alberga también el instituto Angelicum, es obra del siglo XX de Giovanni Muzio (1939-1958).
La fachada de la iglesia de Sant'Angelo es una fachada a dos aguas dividida en dos bandas superpuestas, separadas por una alta cornisa sostenida, en la parte inferior, por columnas con capiteles toscanos: intercaladas entre esas columnas inferiores, hay tres portales, siendo el central mayor que los dos laterales. La banda superior de la fachada, en cambio, está decorada por una cornisa que recuerda a una serliana sostenida idealmente por seis lesenas con capiteles jónicos. Sobre la ventana central, dentro de un nicho  se encuentra la Estatua de la Inmaculada. Un frontón triangular con una cruz de hierro forjado remata la fachada en lo alto.
La decoración se completa con estatuas de Gerolamo Prestinari, escultor activo en el Sacro Monte de Varese. En particular, se pueden ver:
- en el primer orden, dentro de nichos, cuatro estatuas de Santi Francescani; entre otros,  san Antonio de Padua y san Francisco de Asís.
- sobre el portal principal, un alto relieve con San Michele Arcangelo sconfigge il diavolo [San Miguel Arcángel venciendo al diablo].
- en la balaustrada, cuatro estatuas de Santi.
- en los tímpanos de las ventanas, una copia de Monache.
- en el coronamiento, varios Angeli.

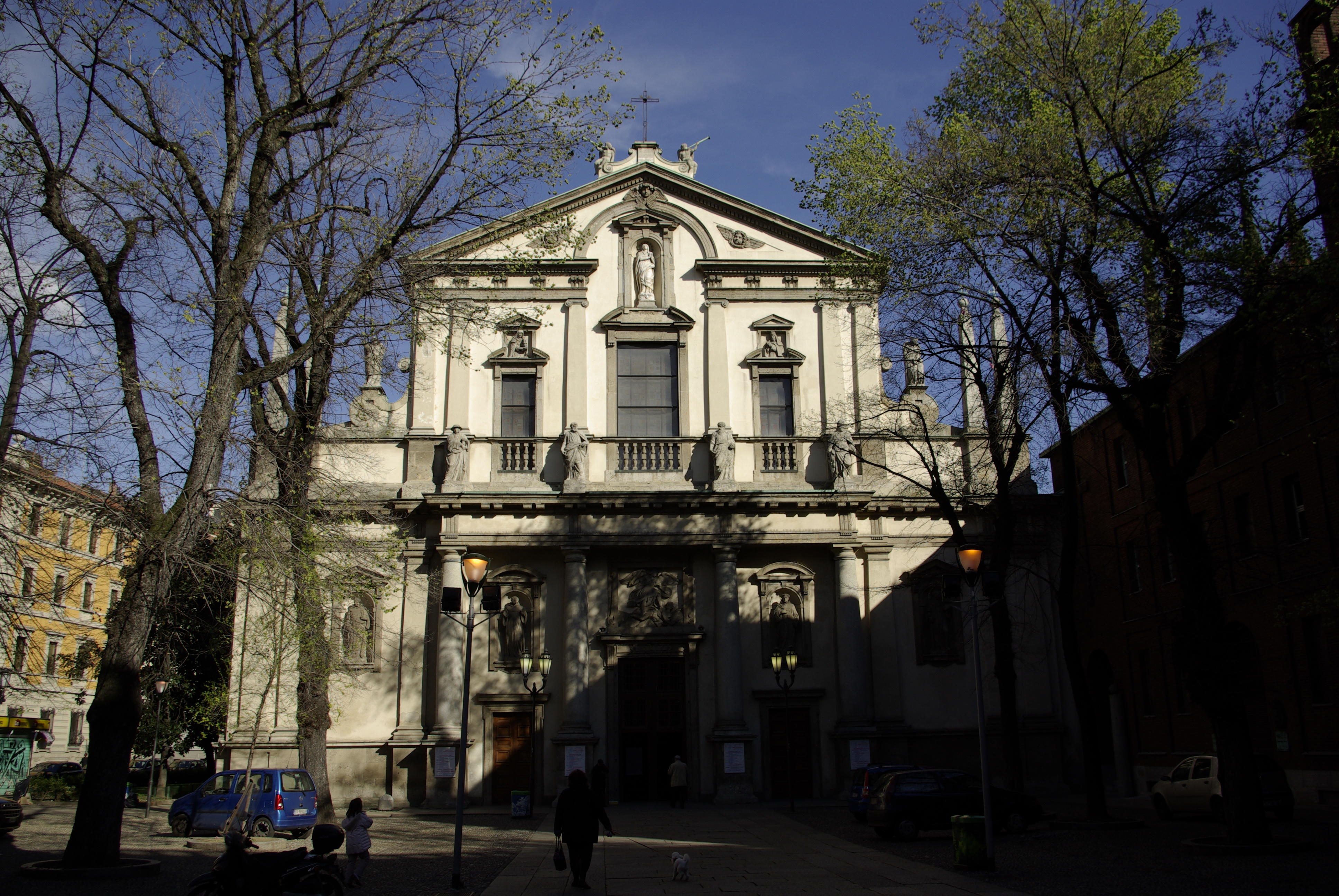
Fachada de la iglesia
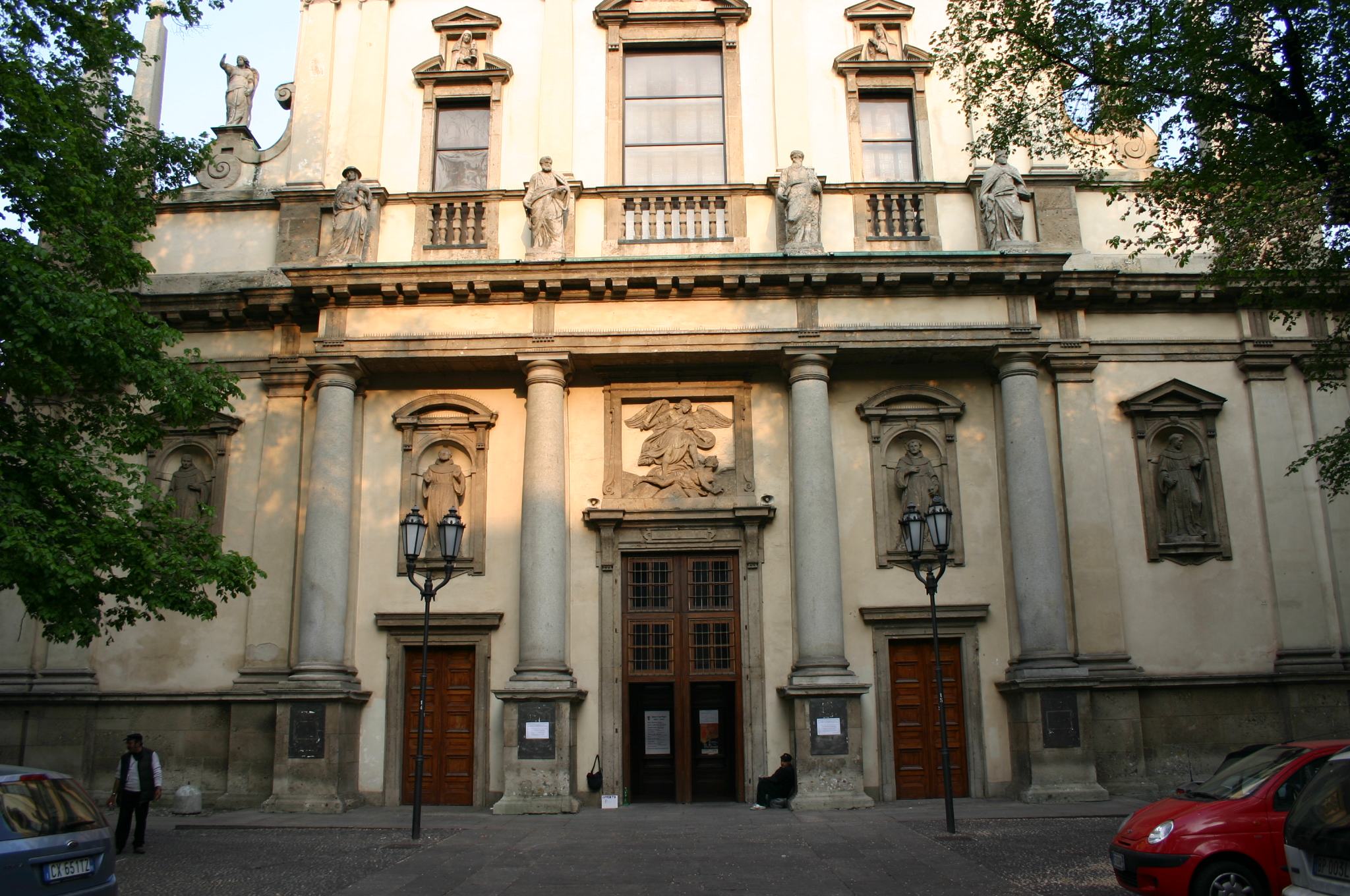
Detalle de la fachada
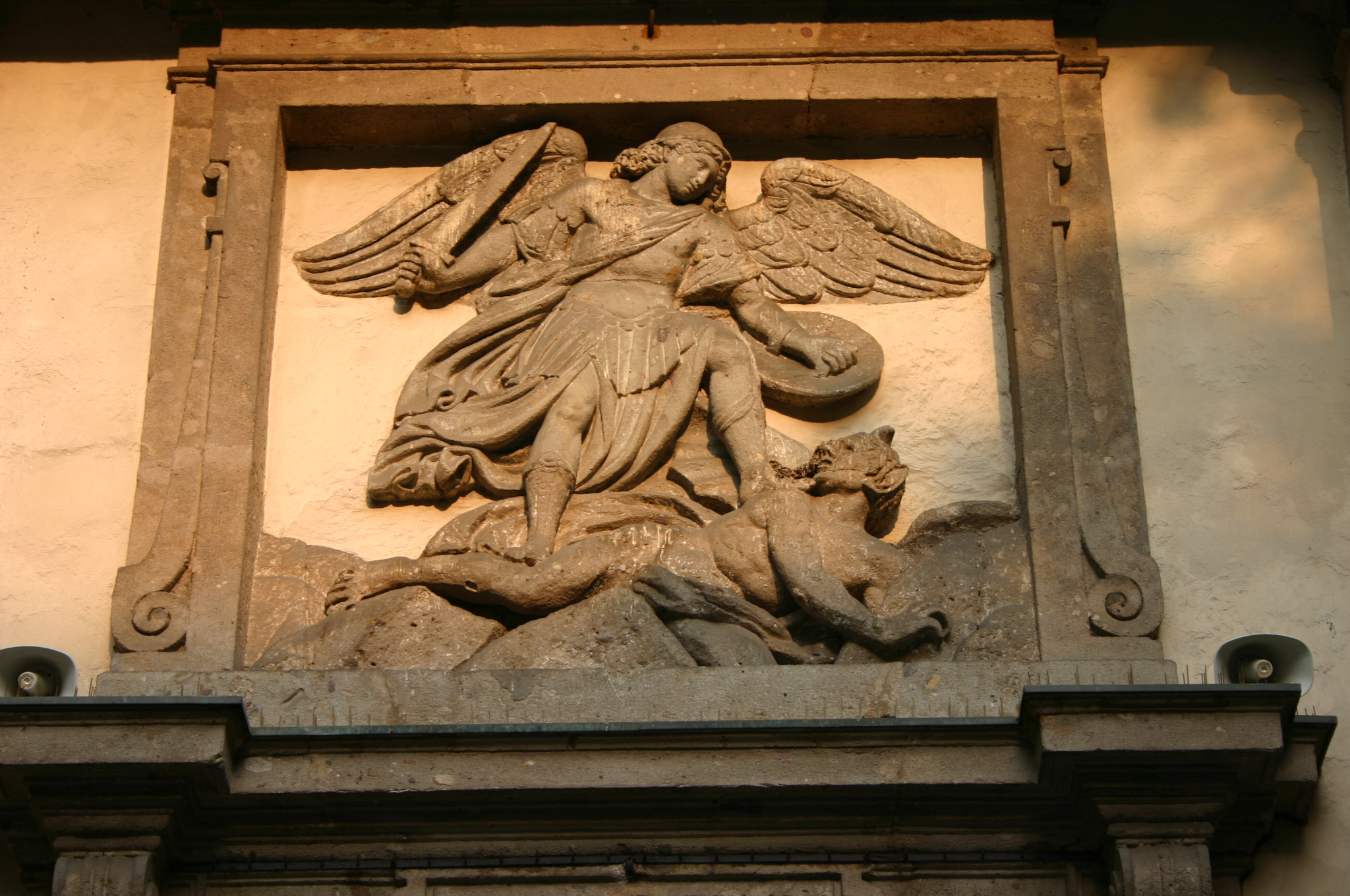
San Michele Arcangelo sconfigge il diavolo, obra de Prestinari sobre el portal central
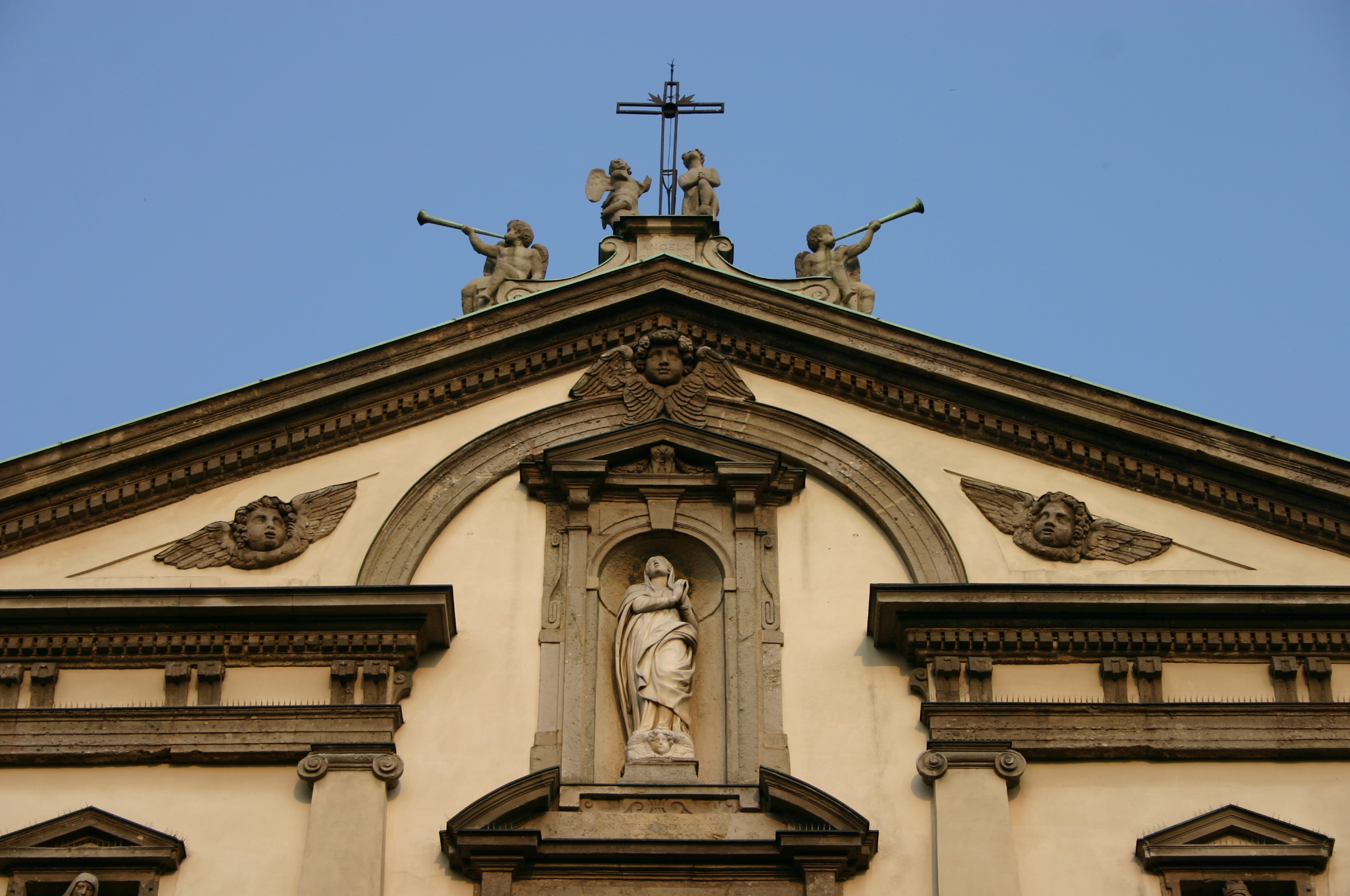
Detalle de la parte alta de la fachada

### Interior

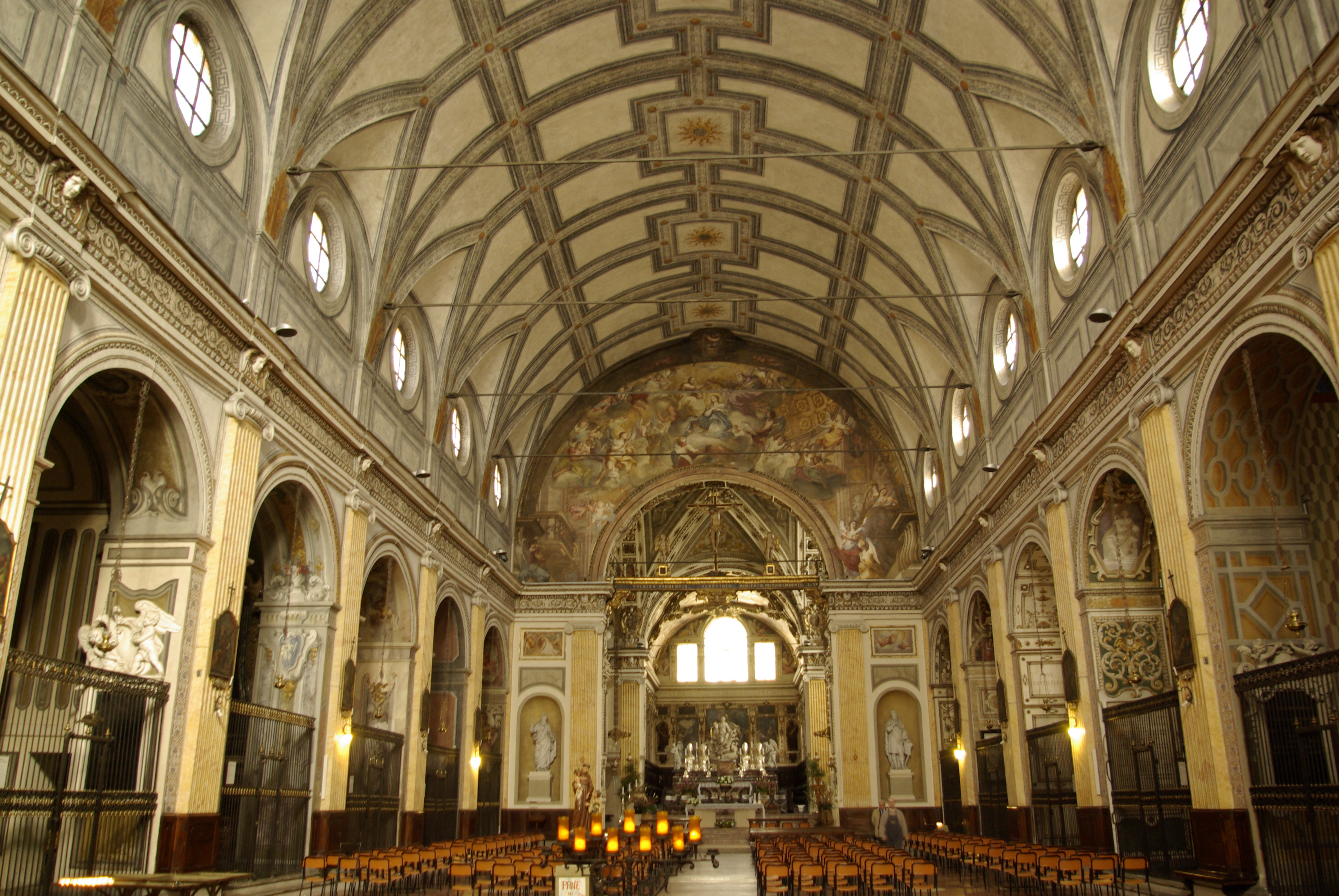
Interior de la amplia nave, cubierta por una bóveda de cañón

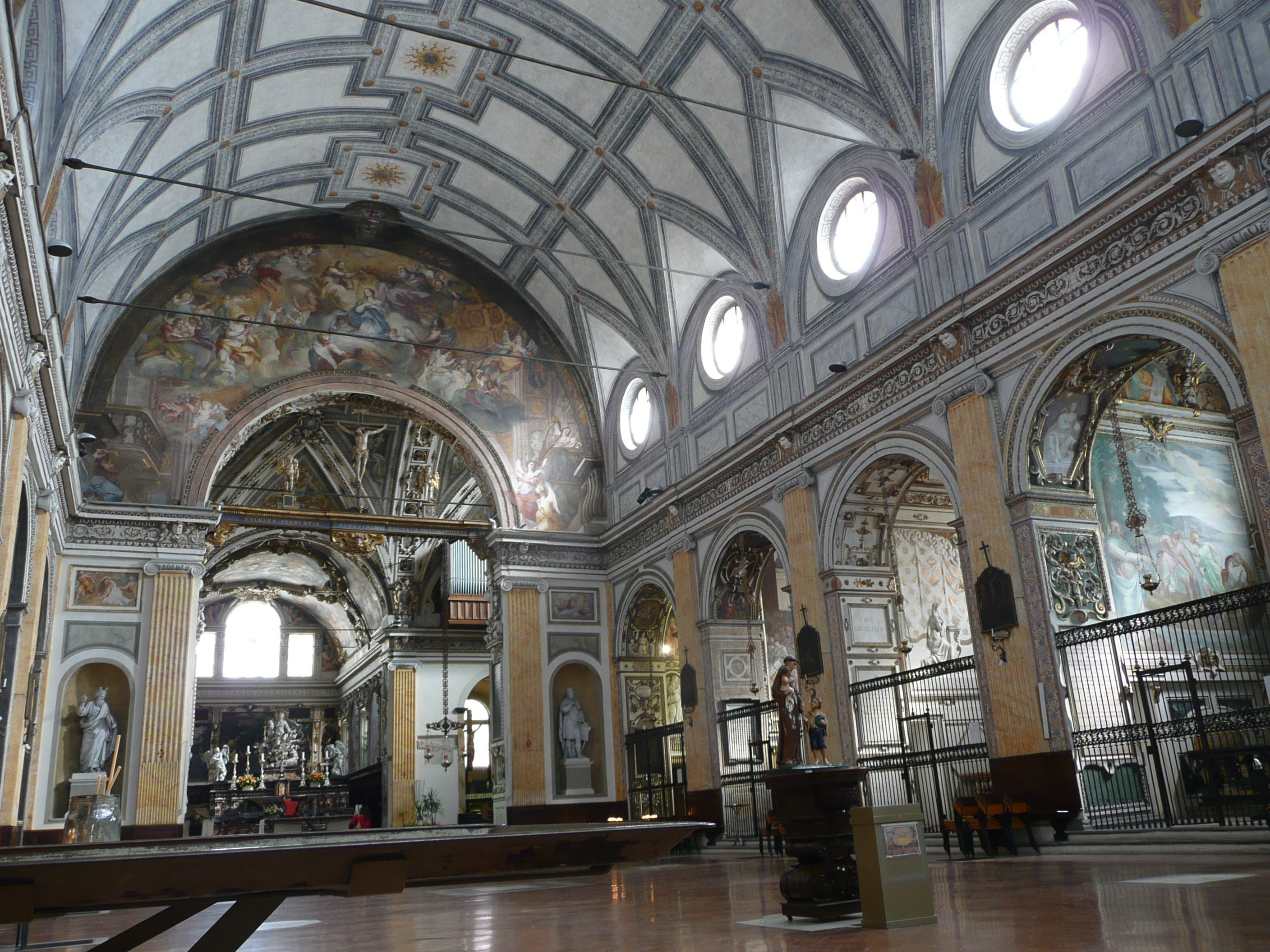
Otra vista de la nave, iluminada por los óculos

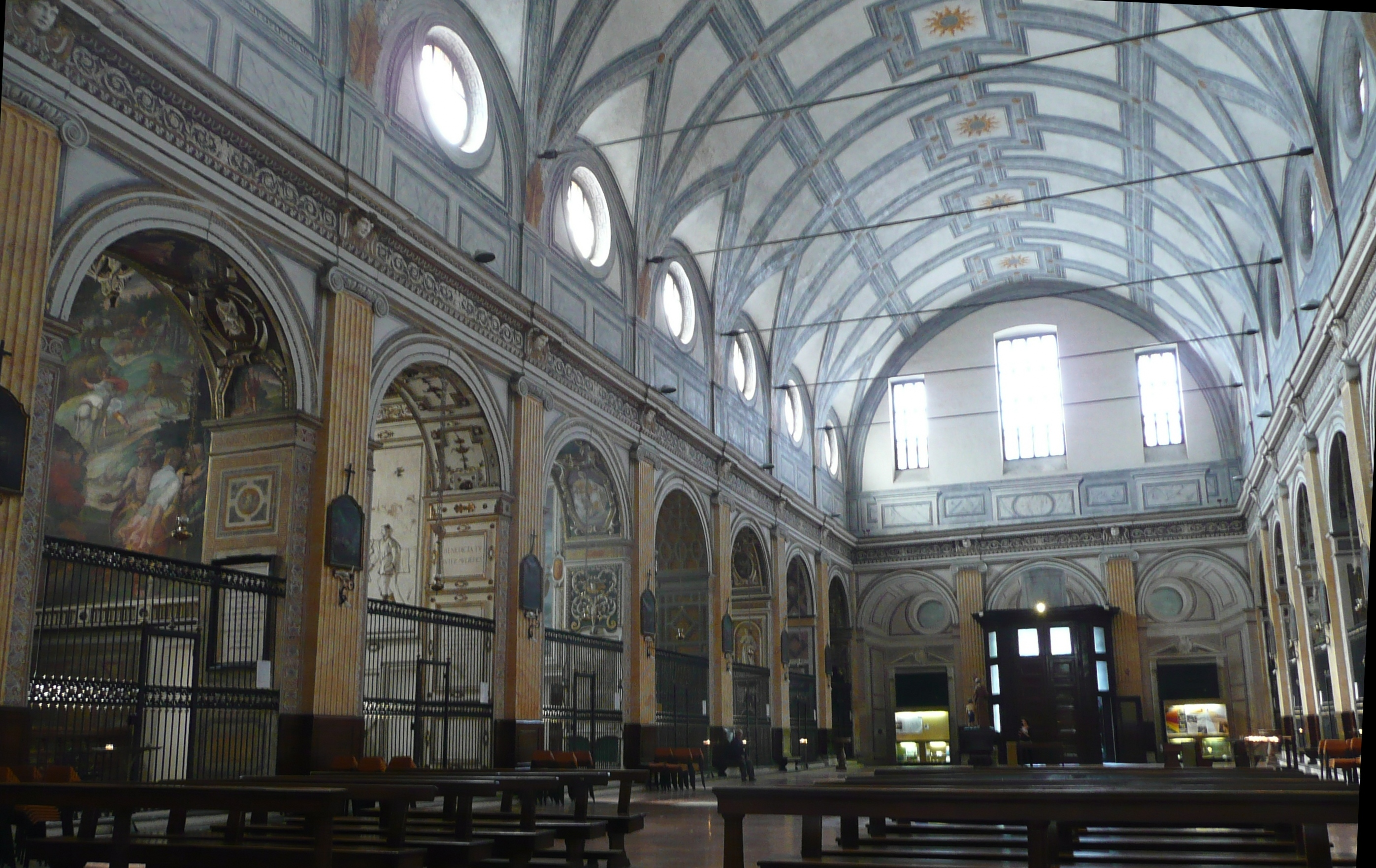
El otro lado de la nave

El interior de la iglesia es de cruz latina, con una amplia nave única a lo largo de la cual se abren dos hileras de capillas laterales .

#### Capillas laterales del lado derecho
En el lado derecho hay ocho capillas:
- Capilla de Catalina de Alejandría, o capilla Gallarati (1.ª), dedicada a santa Catalina de Alejandría;  en el altar hay una copia del retablo de Gaudenzio Ferrari que estuvo aquí y hoy se encuentra en la Pinacoteca de Brera. La ancona fue encargada en 1540 por el senador Giacomo Gallarati, para la propia capilla de su familia en la anterior iglesia de Sant'angelo, y luego se trasladó a la iglesia actual. Tras la supresión del convento, fue adquirido por el gobierno austriaco y donado a la pinacoteca de Brera. En el momento de su encargo, Ferrari era el artista más famoso del momento, elegido por la poderosa familia Gallarati para la decoración de la capilla donde también estaba enterrado Francesco Gallarati, comandante de las tropas imperiales. El lienzo muestra en el centro a la Santa, orante, torturada por los verdugos, mientras desde lo alto se abalanza un ángel con la espada desenvainada, pintado en un escorzo de sumo virtuosismo, dispuesto a romper las ruedas del martirio, desatando el terror y el desconcierto entre los soldados y el emperador en el segundo plano. La vivacidad de los colores y los trajes retratados, la teatralidad de las poses y la musculatura anatómica de los personajes atestiguan el deseo del autor de actualizarse a las últimas creaciones del manierismo de la escuela romana, y en particular a la influencia del Juicio Final de Miguel Ángel y los frescos mantovanos de Giulio Romano.[3]

Los lienzos laterales, que datan de la década de 1580, son del cremonés Antonio Campi y se juegan con un fuerte contraste de luces y sombras que constituye un precedente lombardo de la pintura de Caravaggio. El lienzo de la derecha es la Decapitación, mientras que el de enfrente representa a  L'imperatrice Faustina visita Santa Caterina in carcere. La escena se caracteriza por una orquestación de sombras y luces generadas por múltiples fuentes, la ultraterrena proveniente de la prisión, la de la antorcha y a la espalda la natural de la luna.
- Capilla de San Carlos Borromeo (2.ª). Tiene una pintura del siglo XVII con San Carlo in gloria, obra de Pier Francesco Mazzucchelli, llamado il Morazzone
- Capilla de San Francisco o capilla Porrone (3.ª), encargada por la familia Porrone a los hermanos Fiammenghini.
- Capilla de los Desposorios de la Virgen (4.ª).
- Capilla de San Mateo (5.ª).
- Capilla de San Luca (6.ª), contiene el lienzo del siglo XX de San Luca, rodeado de estucos del siglo XVII.
- Capilla de San Gerolamo o del Sagrado Corazón (7.ª), toda la decoración de estuco y los frescos con Storie di San Girolamo fueron realizados por Ottavio Semini en 1565.
- Capilla de San Antonio de Padua (8.ª), con frescos de Simone Peterzano, el primer maestro de Caravaggio. Representan, en la pared izquierda, el Miracolo della mula, mientras que en la derecha la Predicazione del santo, caracterizada por animados motivos cotidianos como los niños jugando en los brazos de las madres y el fraile absorto escuchando el sermón. En el altar hay una estatua del siglo XVI, mientras que la cúpula está decorada con la Gloria di Dio Padre dei Fiammenghini.

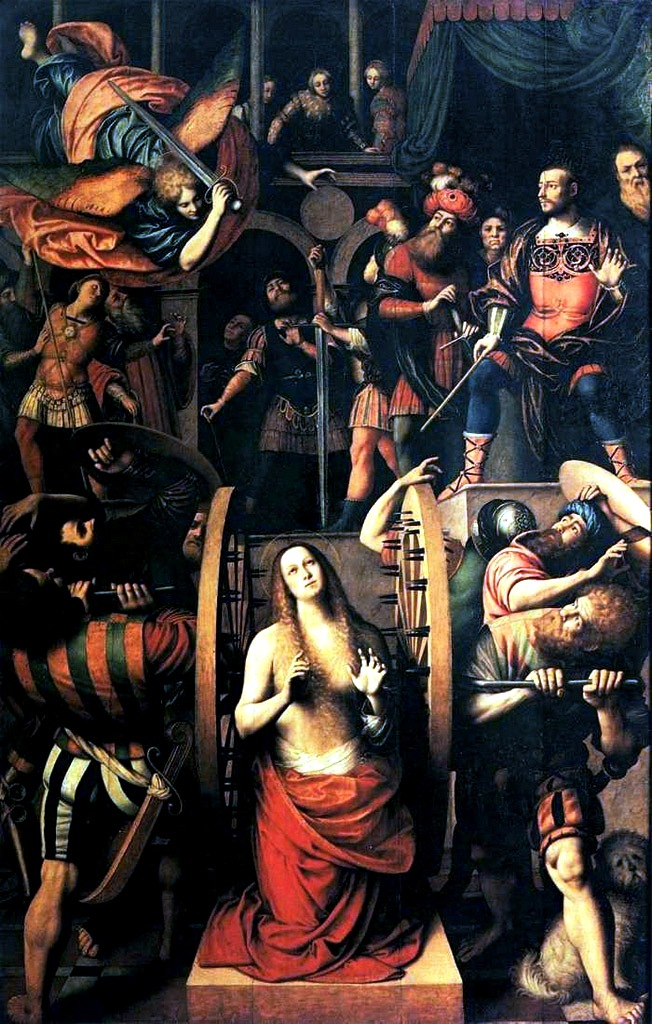
Martirio di Santa Caterina d'Alessandria, Gaudenzio Ferrari
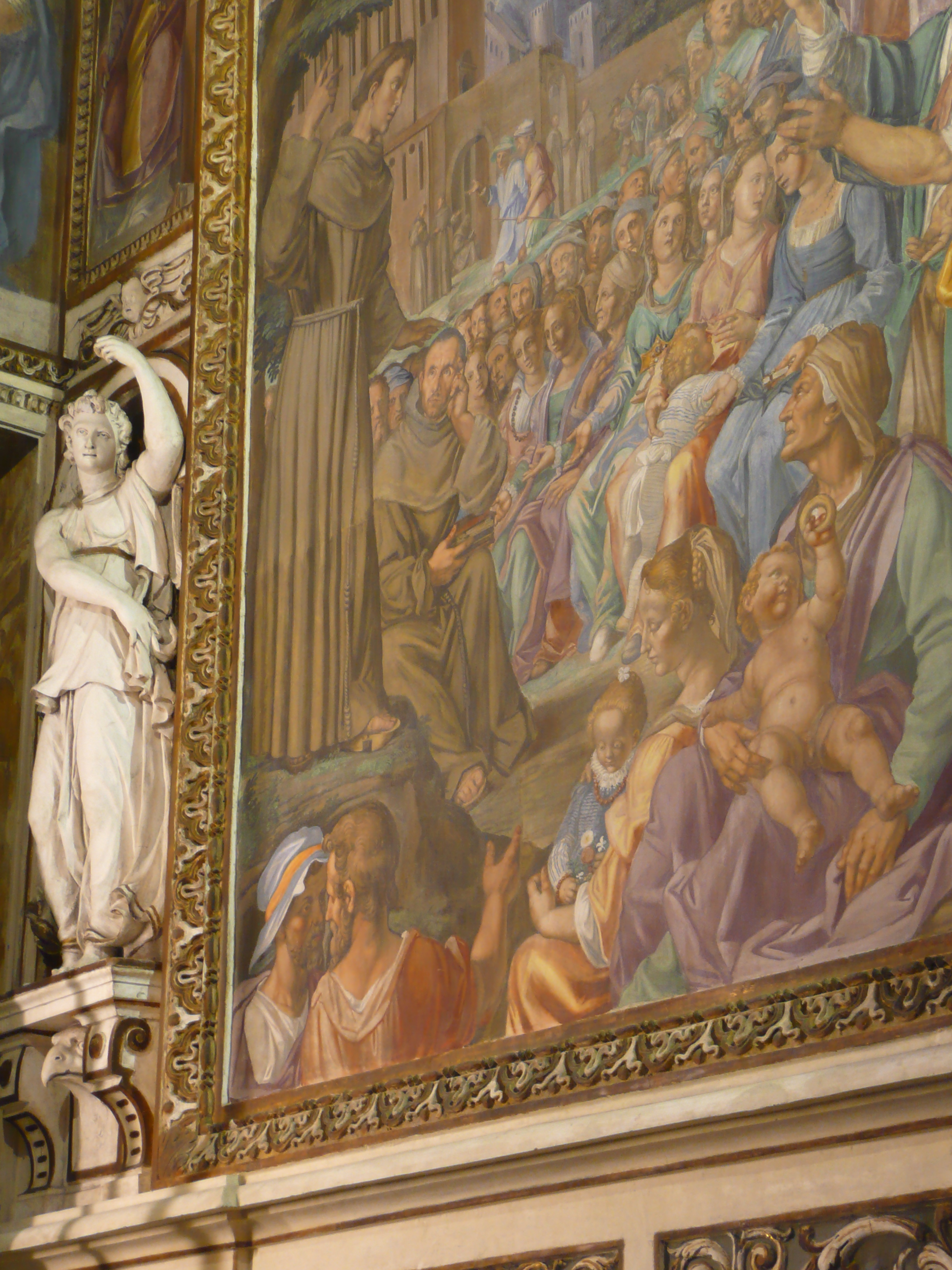
Predica di Sant'Antonio, obra de Simone Peterzano
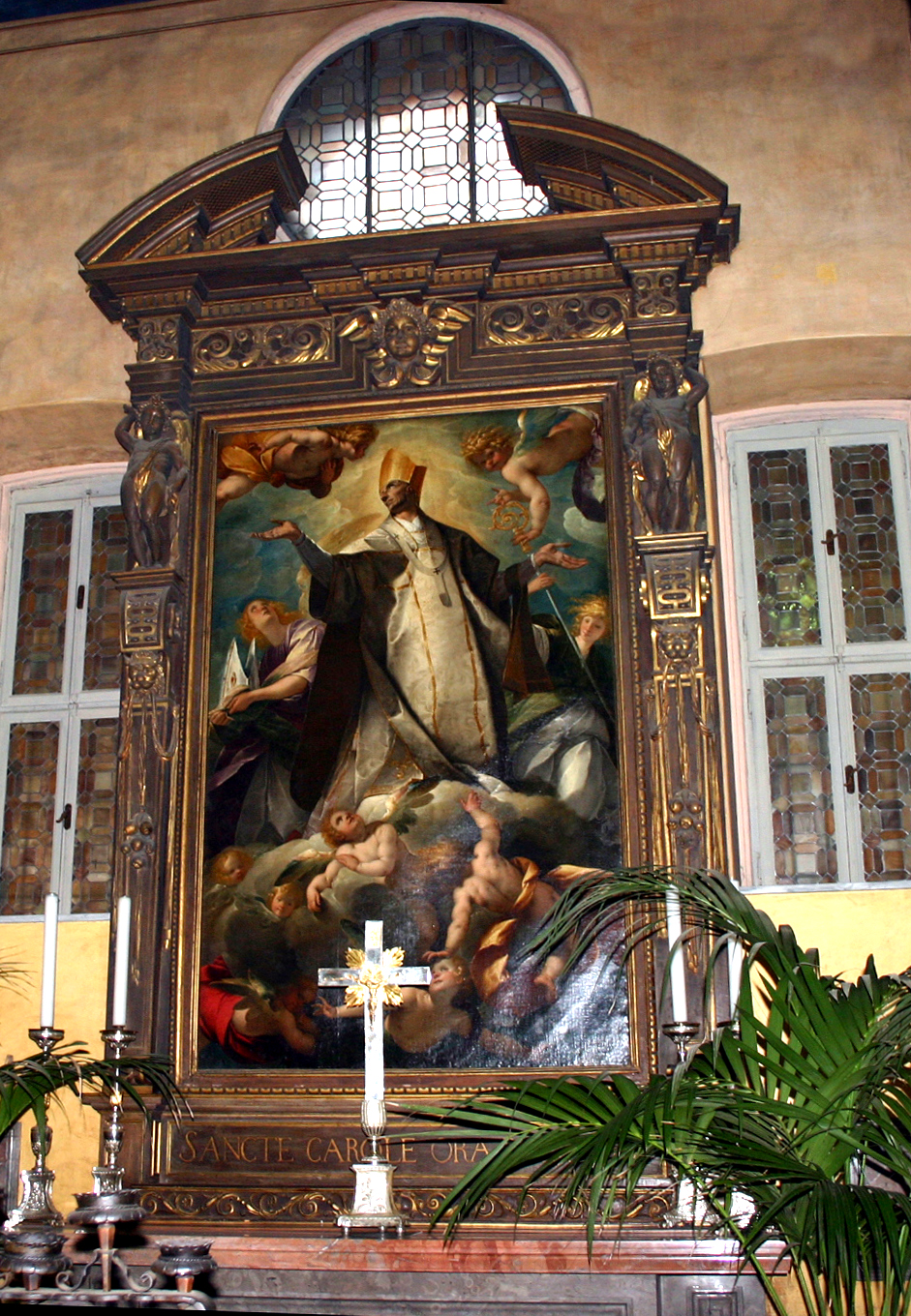
San Carlo Borromeo in gloria, obra de Morazzone
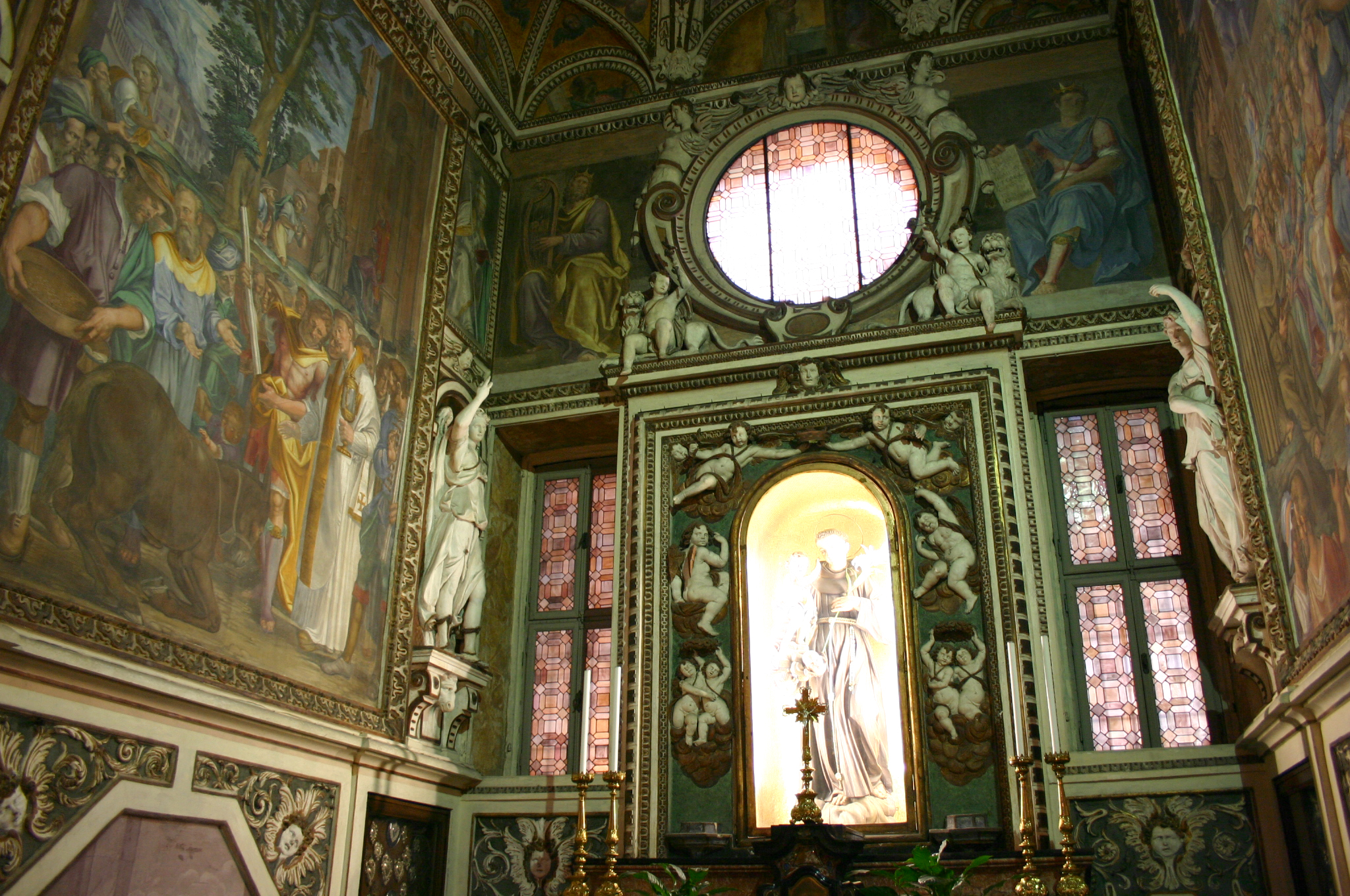
Capilla S. Antonio da Padova

#### Capillas laterales del lado izquierdo

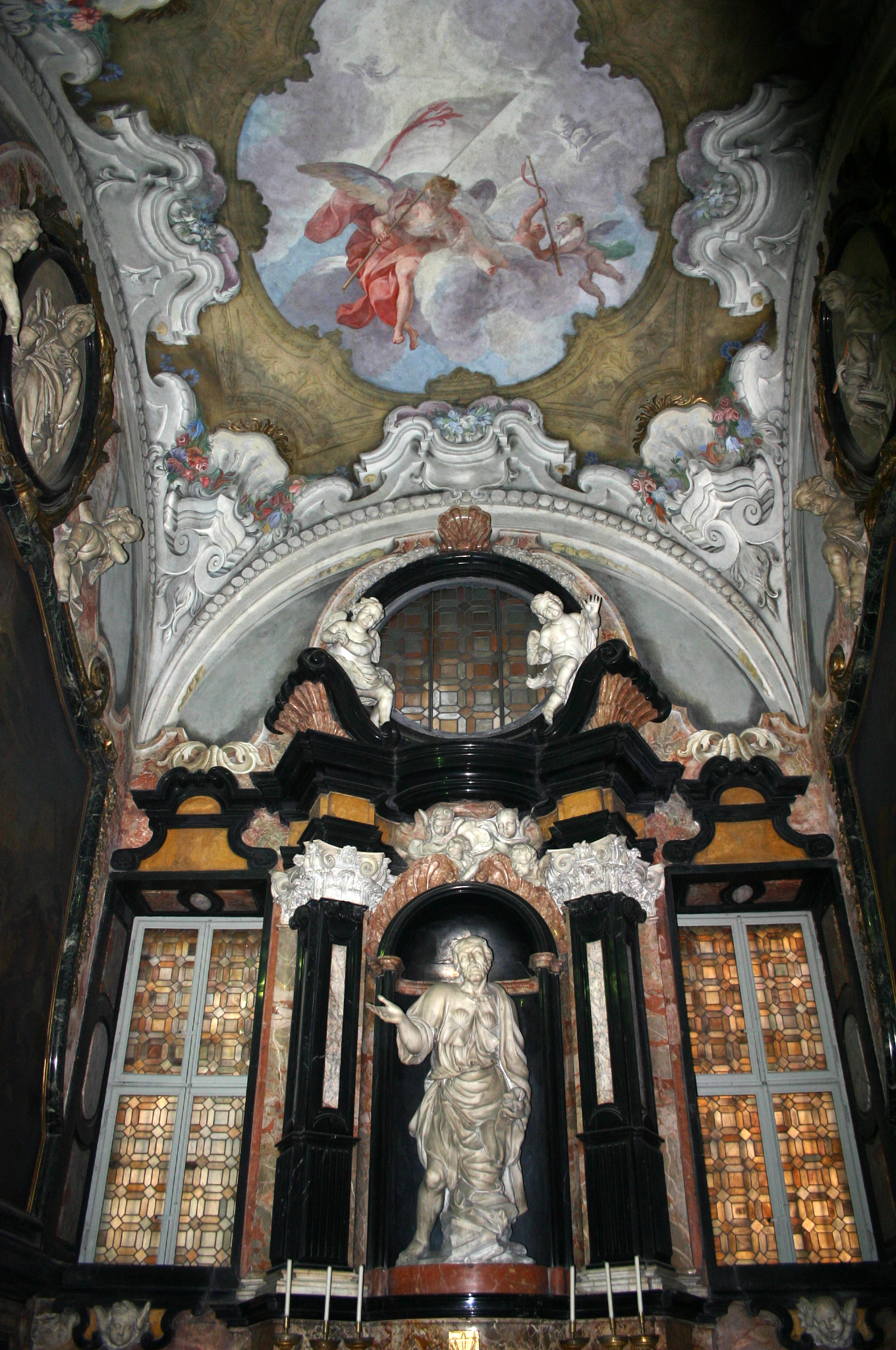
Capilla de Santiago Apóstol

En el lado izquierdo hay también ocho capillas:
- Capilla de San Miguel Arcángel (1.ª), dedicada al titular de la iglesia, San Michele Arcangelo, fue encargada por la familia Sansoni, que también la utilizó como lugar de enterramiento para sus miembros. La decoración fue realizada íntegramente por el pintor manierista Panfilo Nuvolone, padre de los más famosos C Carlo Francesco e Giuseppe, exponentes del barroco milanés. El retablo central representa a La Vergine fra San Girolamo e San Michele che scaccia il demonio, mientras que los demás episodios son alegorías de las virtudes. Aunque realizada en la primera década del siglo XVII, la rígida decoración en estuco y las escultóricas figuras pintadas se acercan más a la compostura manierista que no al naciente espíritu barroco.[5]
- Capilla de San Diego de Alcalá (2.ª), toda la decoración pertenece a  Camillo Procaccini, posteriormente a la canonización de San Diego (1588). En el centro, San Diego che guarisce gli infermi.
- Capilla de San Pedro de Alcántara (3.ª), cubierta con frescos de  Morazzone con putti y profetas. En el altar, Apoteosi di San Pietro di Alcantara, de Giambattista del Sole.
- Capilla de Santa Ágata y San Omobono (4.ª).
- Capilla de Santiago Apóstol, o capilla Durini (5.ª),  un armonioso ejemplo del barroco lombardo, en el que esculturas, mármoles, pinturas y frescos se mezclan en la caprichosa decoración. Algunos de los principales artistas milaneses de la época colaboraron en el proyecto, realizado en la segunda década del siglo XVIII. El escultor Giuseppe Rusnati es el autor de la estatuaria, el  Legnanino de los lienzos, mientras que la bóveda fue pintada al fresco por cuatro manos tal como estaba en uso en ese momento: Giovan Battista Sassi, especializado en figuras alegóricas, y Castellino, autor de las características quadraturas formadas por imaginativas arquitecturas mixtilíneas adornadas con flores. Todo fue financiado por la poderosa familia Durini, señores feudales de Monza, a partir de 1697. En esa fecha la capilla, antes dedicada a Santa Margherita, tuvo su advocación actual, en honor de los condes Giacomo y Giangiacomo Durini, enterrados en la misma capilla.

Toda la capilla está recubierta hasta la cúpula con mármoles policromados, que también constituyen la balaustrada compuesta. En el altar destaca sobre el fondo negro la estatua de mármol de Carrara de San Giacomo apostolo. El santo está representado con la tradicional concha de Santiago, símbolo de la peregrinación a la ciudad de Santiago de Compostela, que también es recurrente en la decoración del mármol. El peregrino recogía conchas en las playas gallegas y en la costa de Finis Terrae, que había que coser a la capa o sombrero y eran el símbolo para mostrar a todos que el Peregrino había llegado y visitado la tumba del apóstol de Jesús. En las paredes los lienzos representan Storie di San Giacomo e di San Giovanni, coronadas por putti y tondi con estatuas alegóricas de la Fede y de la Penitenza. En la cúpula, los ángeles portan el estandarte de Santiago.
- Capilla de San Juan Evangelista (6.ª).
- Capilla de San Francisco de Sales (7.ª), en la pared muestra la Tumba de Antonio Sormani († 1730).

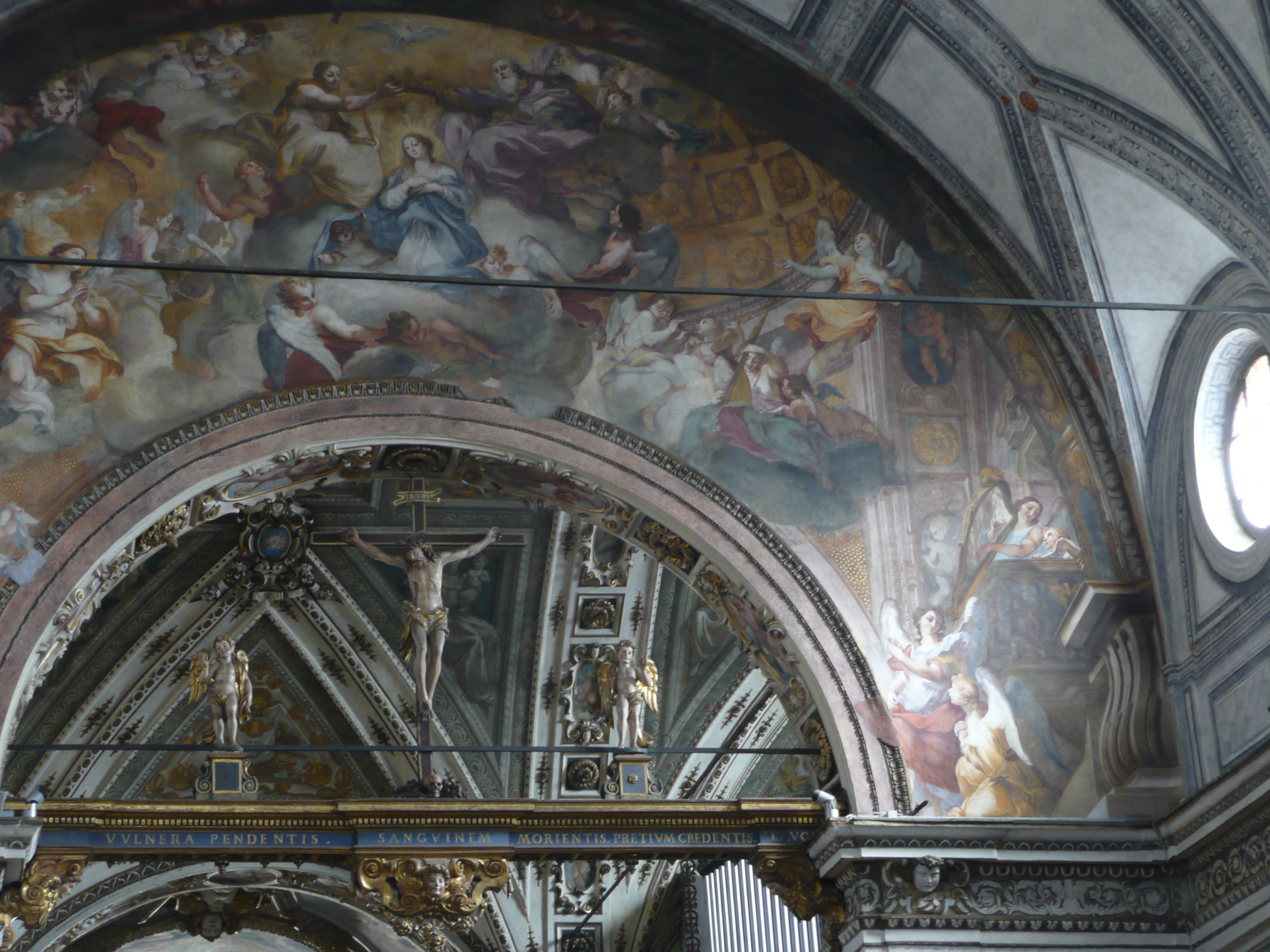
Legnanino, Incoronazione di Maria
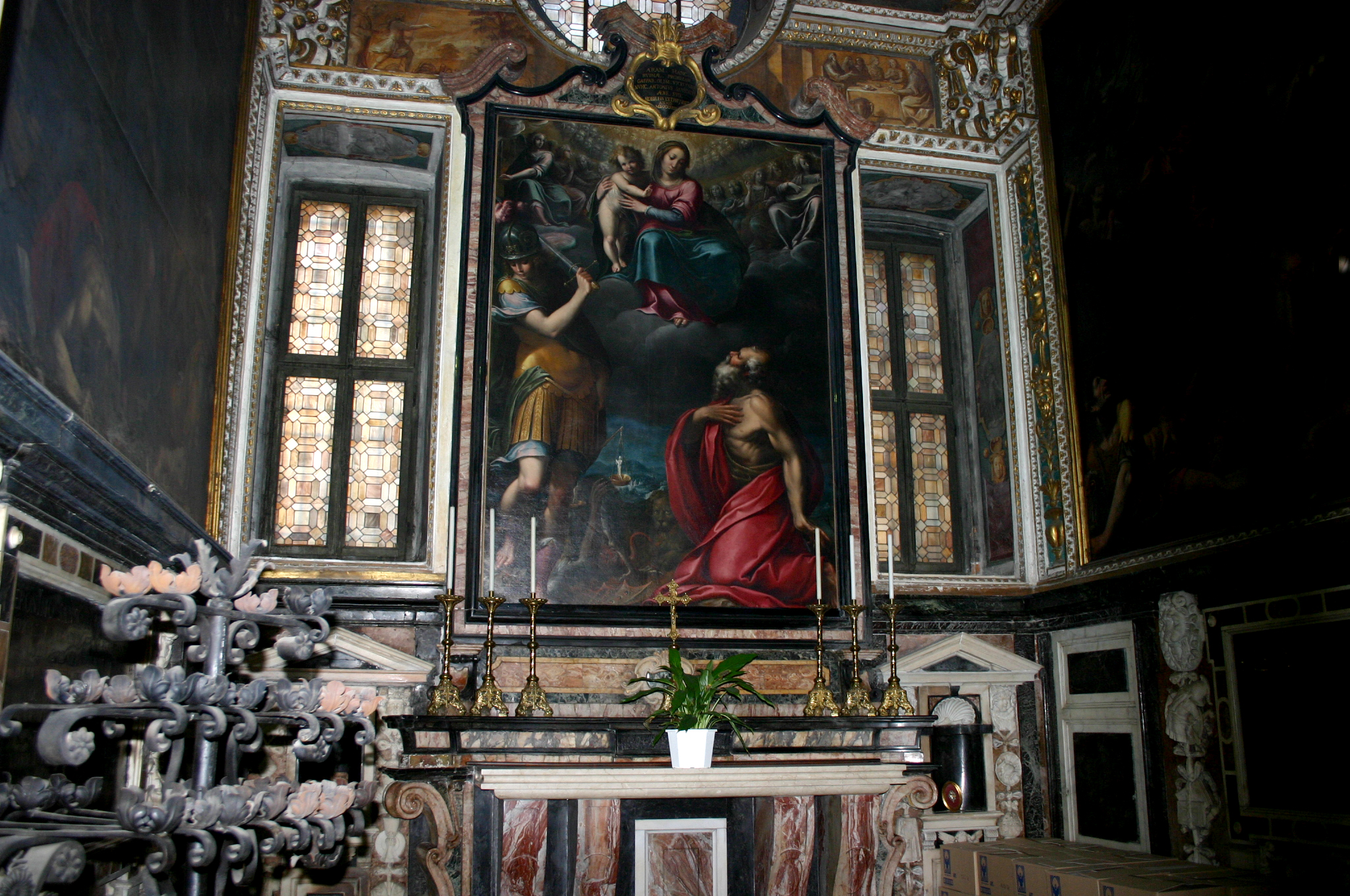
Madonna col bambino fra san Michele arcangelo e san Gerolamo (1610), obra de Panfilo Nuvolone (capilla de San Miguel Arcángel)
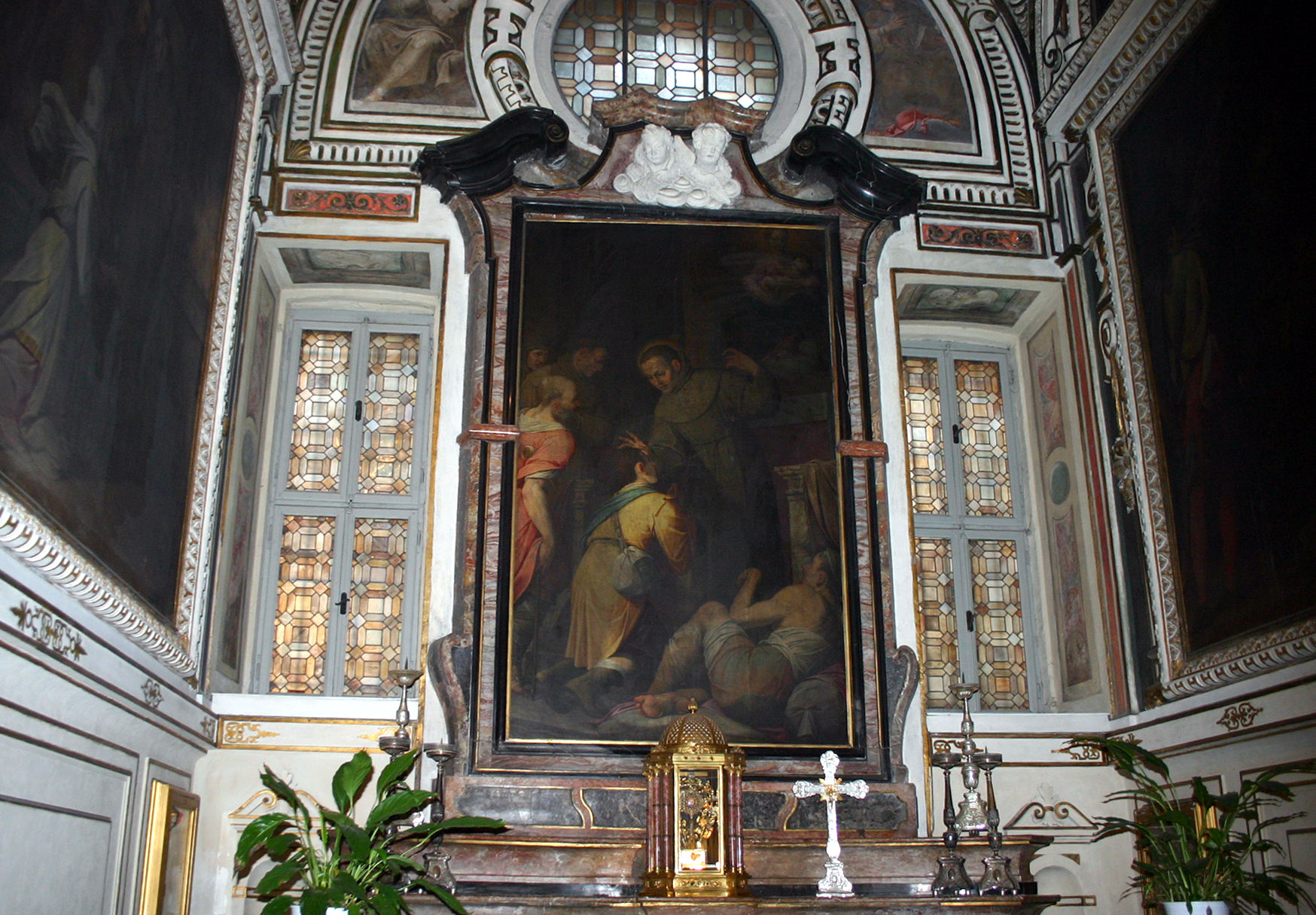
Retablo del altar, San Diego che guarisce gli infermi (1600/1610), obra de Camillo Procaccini (capilla de San Diego de Alcalá)
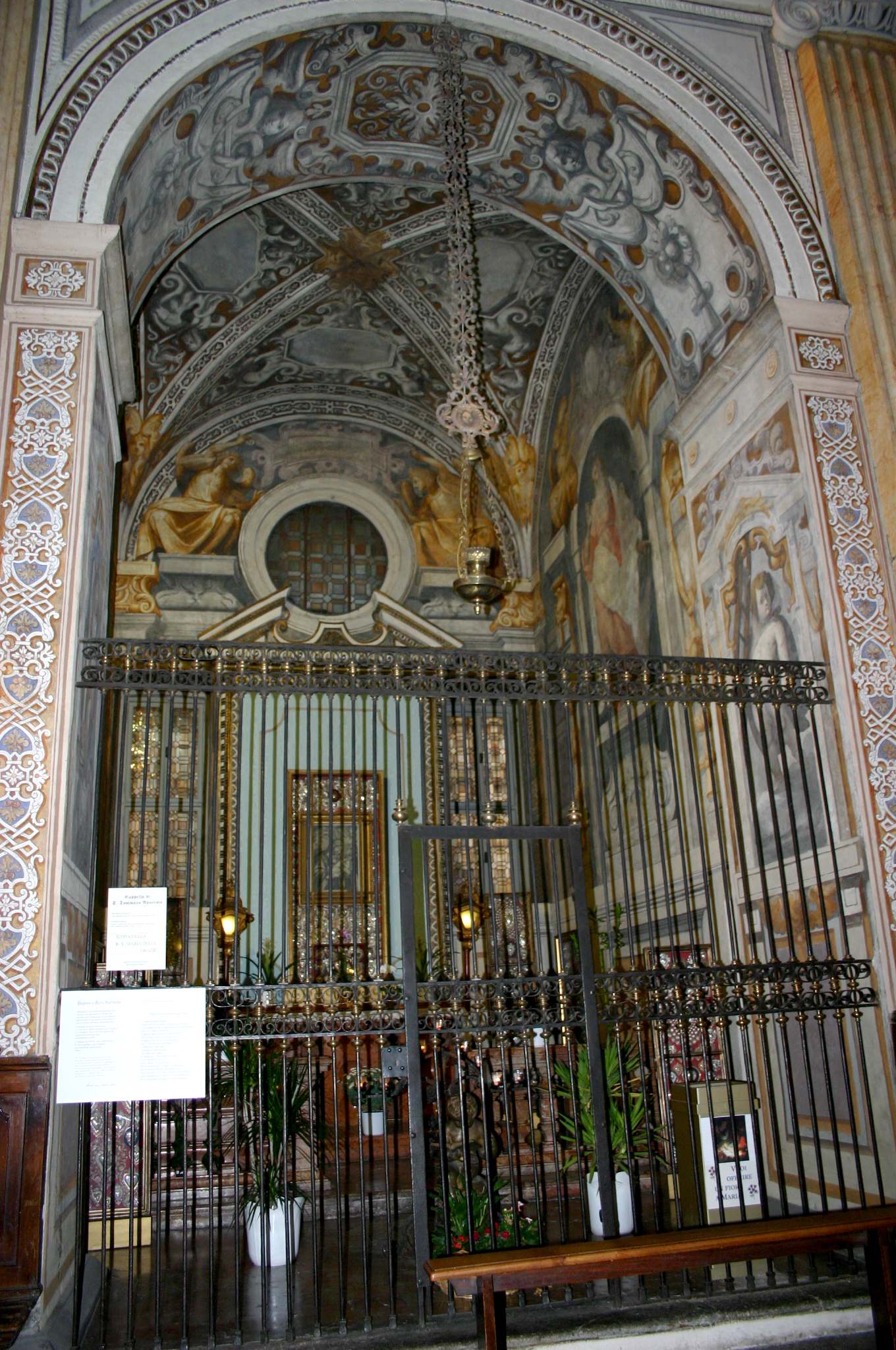
Frescos de la capilla S. Tommaso, de Giovanni Battista Del Sole (1656-1719)
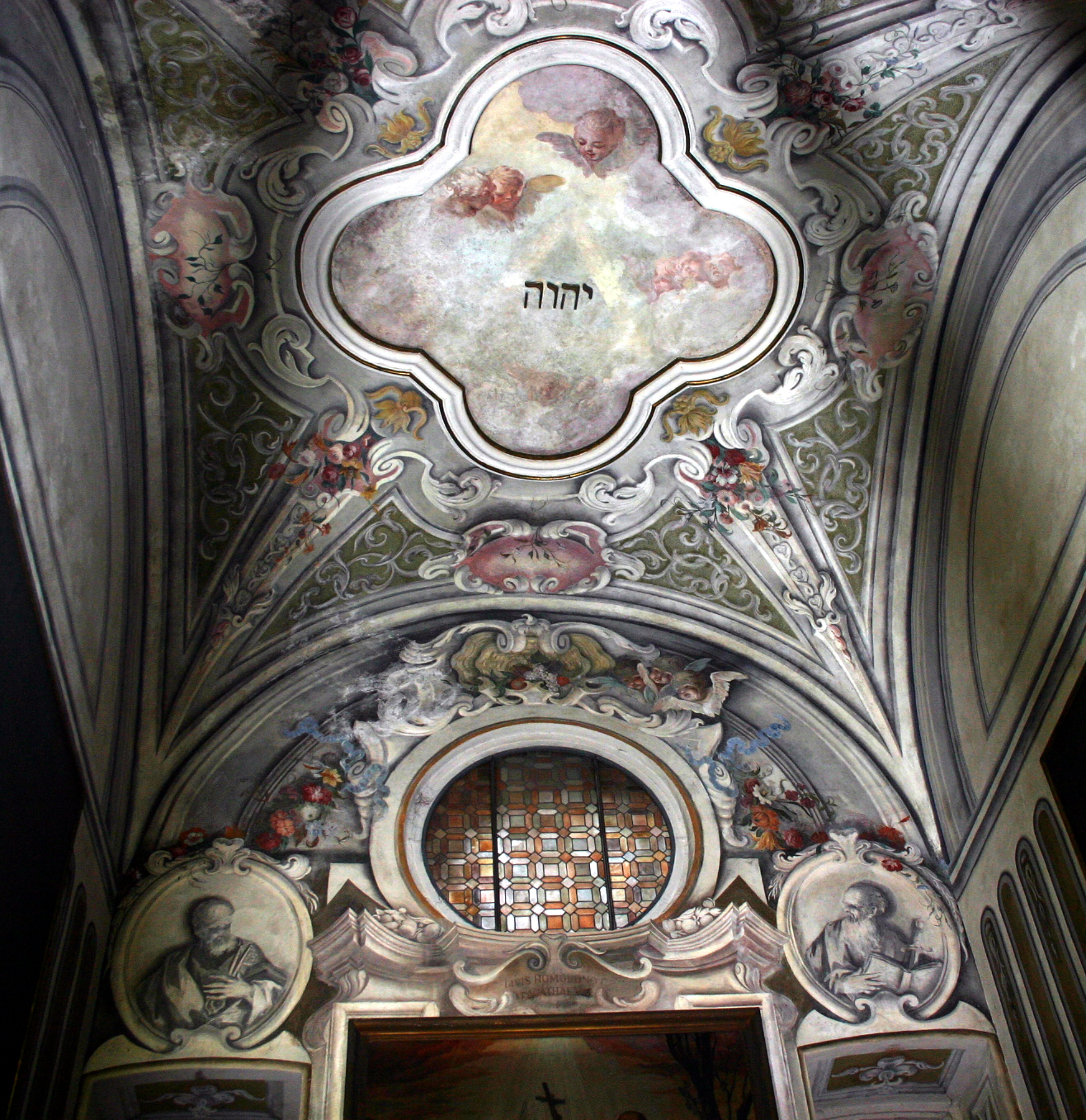
Soffitto de la capilla de Santa Agata y Omobono (anónimo del XVIII)
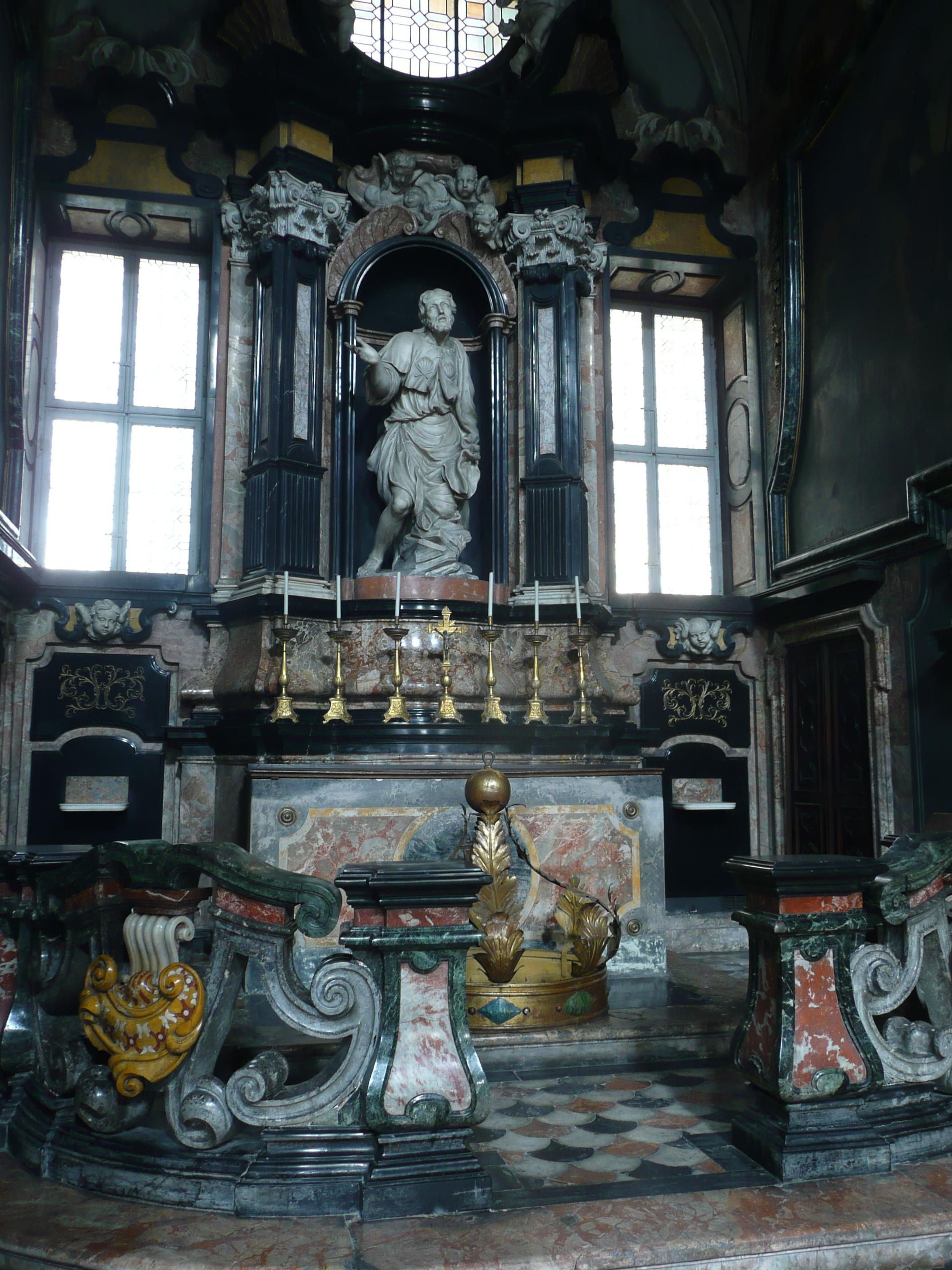
Estatua de San Giacomo apostol, obra de Giuseppe Rusnati (capilla de Santiago Apóstol)
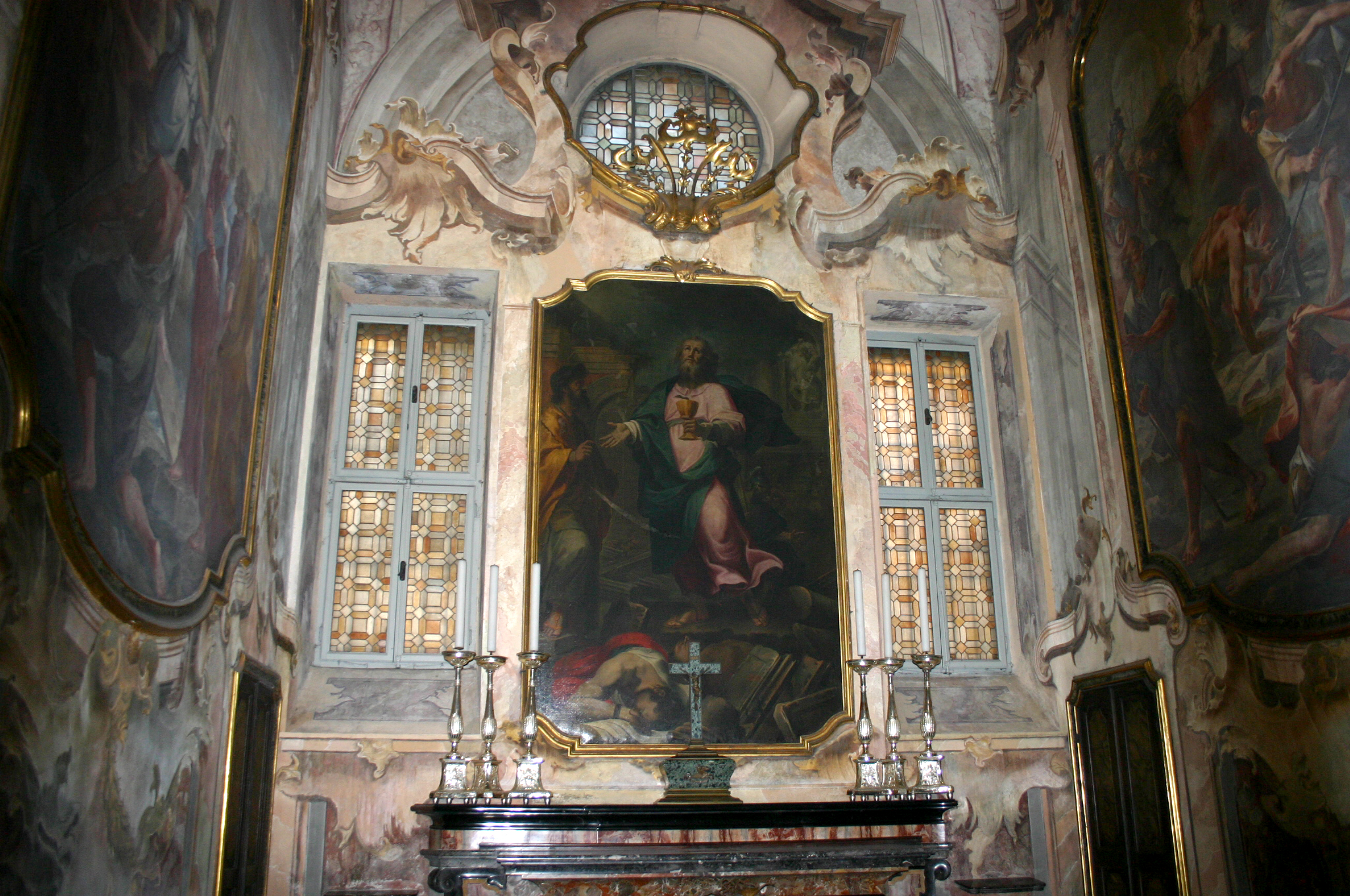
San Giovanni evangelista tra le rovine del Tempio di Gerusalemme (1598), obra de Giovanni Battista Galeani (capilla de San Juan Evangelista)

#### Transepto

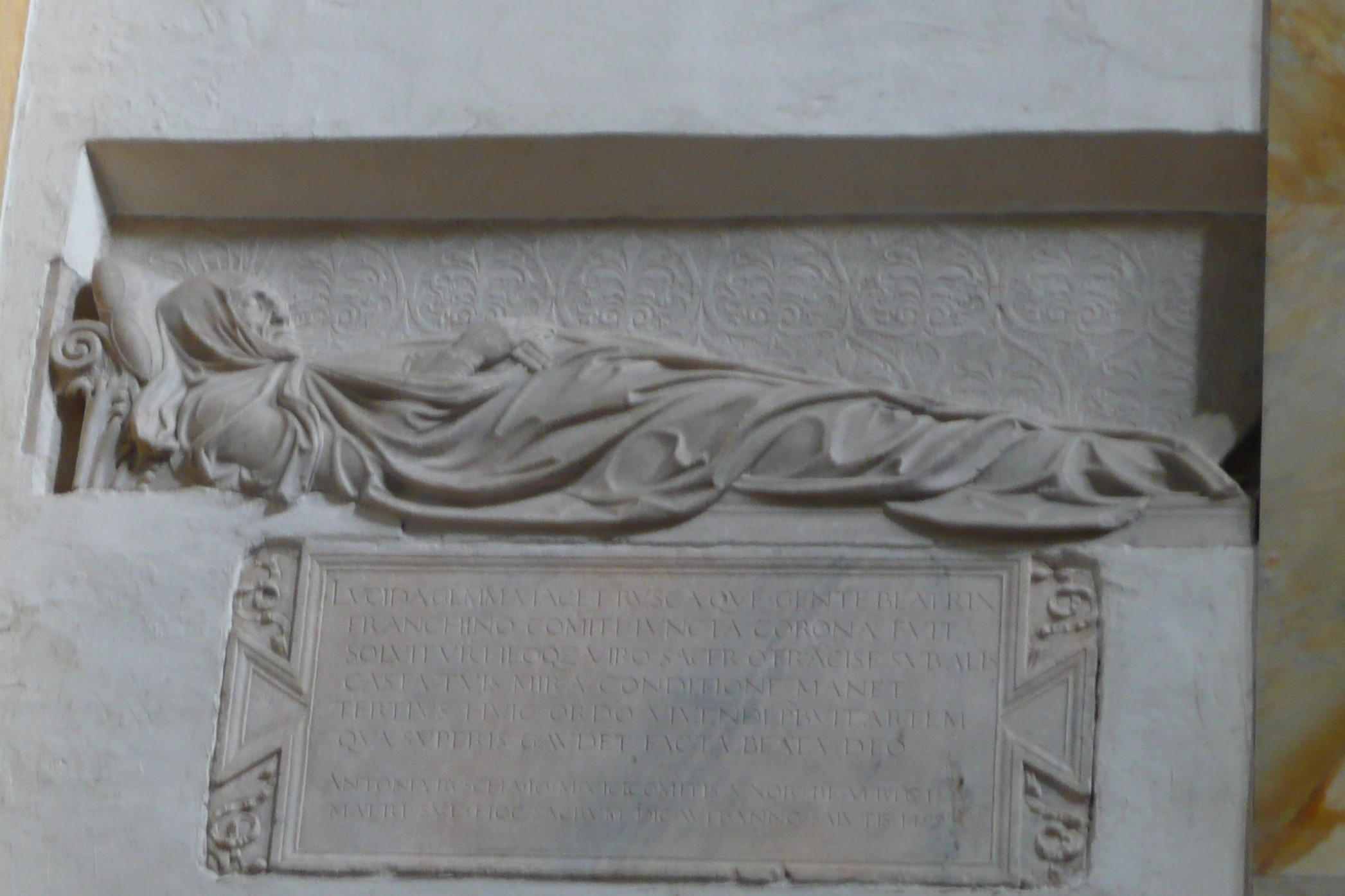
Monumento fúnebre a Beatrice Casati

En el arco que divide la nave del transepto está pintada una solemne Incoronazione di Maria, obra de Stefano Maria Legnani (Legnanino).
En el transepto se encuentra la capilla Brasca, decorada por Ottavio Semino, y algunos monumentos funerarios, entre ellos el epitafio de mármol de Fabrizio Ferrari, diseñado por Martino Bassi.
En la pared a la izquierda del altar, está el Sepolcro del vescovo Pier Giacomo Malombra (que murió a los 45 años en 1573), en mármol blanco. El monumento se atribuye a Annibale Fontana, un escultor manierista milanés conocido por las esculturas de Santa Maria dei Miracoli presso San Celso. Presenta, sobre un edículo volado, un delgado sarcófago decorado con sobrios motivos clásicos rematado por la figura del obispo en posición reclinada.
En posición simétrica con respecto al altar del Mausoleo de Malombra, se encuentra el Monumento fúnebre a Beatrice Casati, esposa y viuda de Francino Rusca, conde de Locarno, que crio a cuatro hijos —tres varones y una hija, la última de los cuales colocó este monumento a su madre— y fue miembro devoto de las terciarias franciscanas. Murió en 1490 y su epitafio dice: «Aquí yace Beatriz, la joya brillante de la familia Rusca, que estuvo casada con el conde Francino. Cuando quedó viuda, la sagrada Orden franciscana la sostuvo en maravillosa castidad bajo el amparo de tus alas, y la Tercera Orden le proporcionó un régimen de vida tal que ella se regocija con aquellos que han sido bendecidos por Dios arriba». El monumento procede de la iglesia destruida y fue parcialmente reconstruido. Constituye un raro ejemplo de monumento sepulcral femenino de principios del siglo XVI, atribuido indistintamente a Bambaja o a Benedetto Briosco. El cuerpo de la monja yace tendido en el interior de una hornacina decorada con delicados motivos de hojas de acanto. La suavidad de los ropajes y la ambientación clásica del monumento contrastan con el crudo naturalismo del rostro de la monja.
La capilla del Crucifijo, a la derecha del presbiterio, y la capilla de la Santidad Franciscana, a su izquierda, son de Giannino Castiglioni (década de 1950).
En la cabecera del transepto izquierdo, la capilla de la Misericordia, decorada con frescos de Ottavio Semino con la Nascita y la Morte di Maria en las paredes y la Trinità incorona la Vergine  en la bóveda semiesférica. En el altar, un grupo de esculturas de piedra pintada en el siglo XVI de la Madonna della Misericordia" entre San Francesco d'Assisi y Santa Margherita di Antiochia.
En el corredor de entrada del transepto derecho, hay una Madonna col Bambino, un bajorrelieve del siglo XV firmado por Francesco Solari.

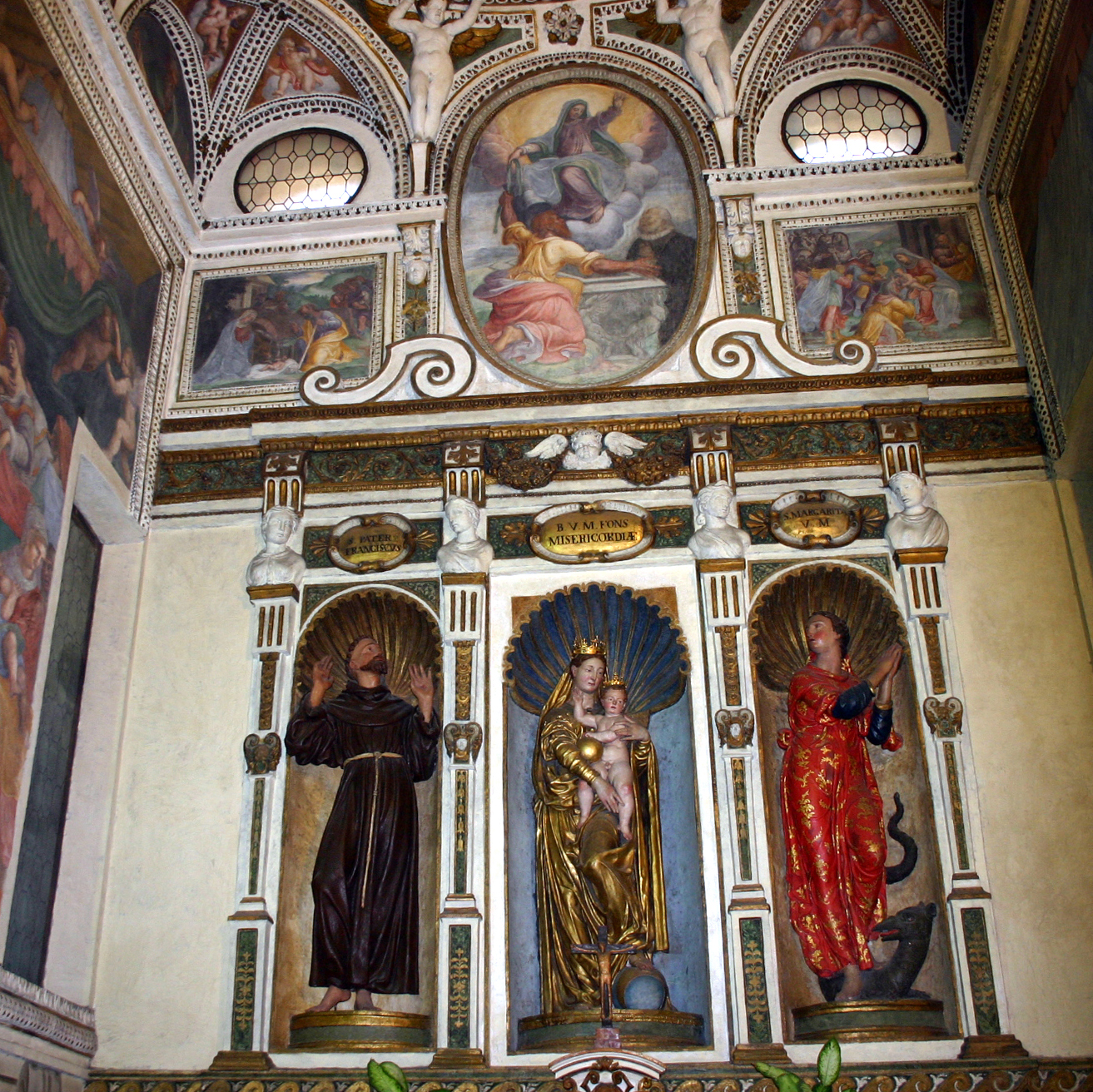
Capilla de la Misericordia
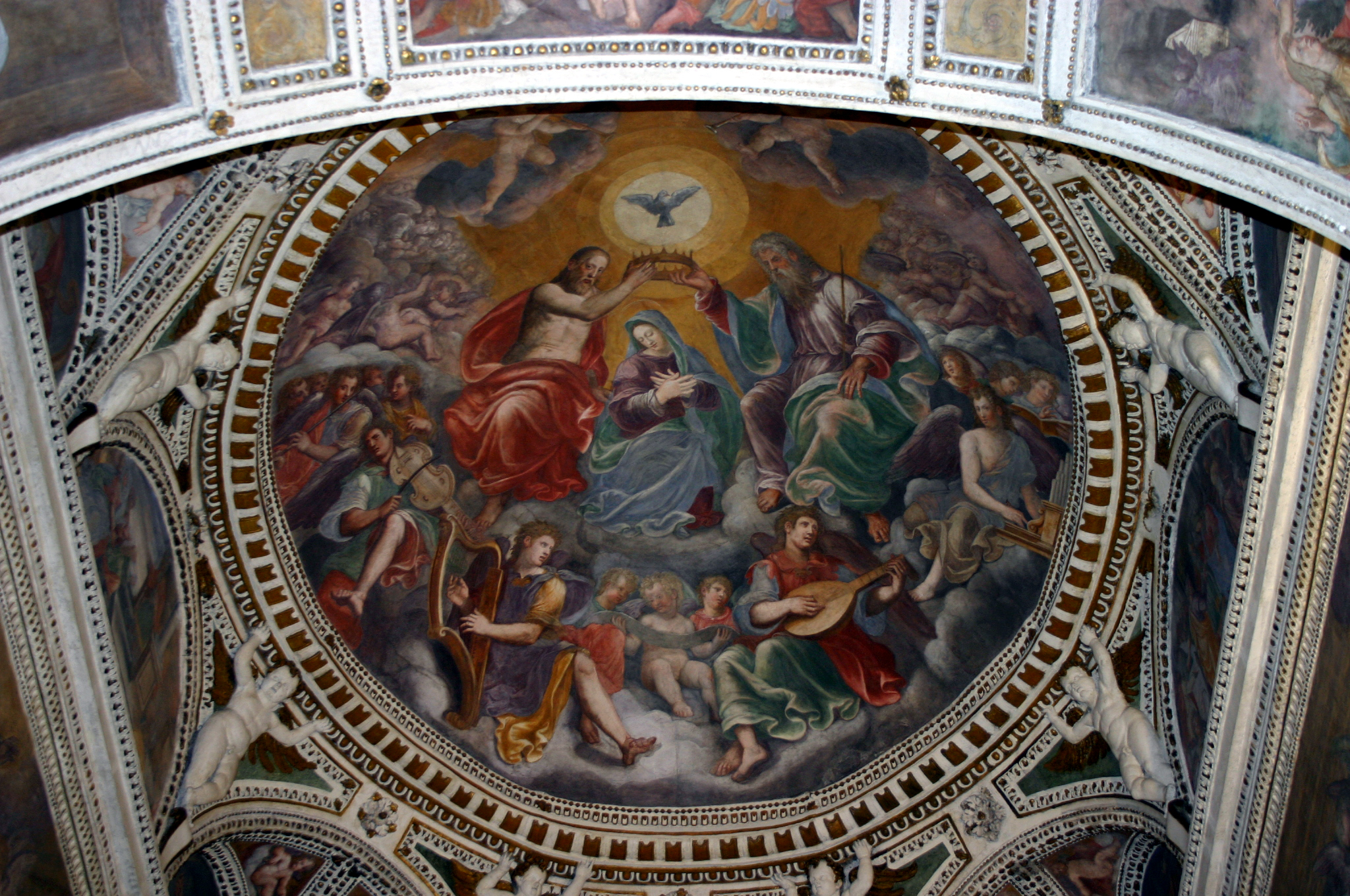
Cúpula de la capilla de la Misericordia, obra de Ottavio Semino

#### Presbiterio

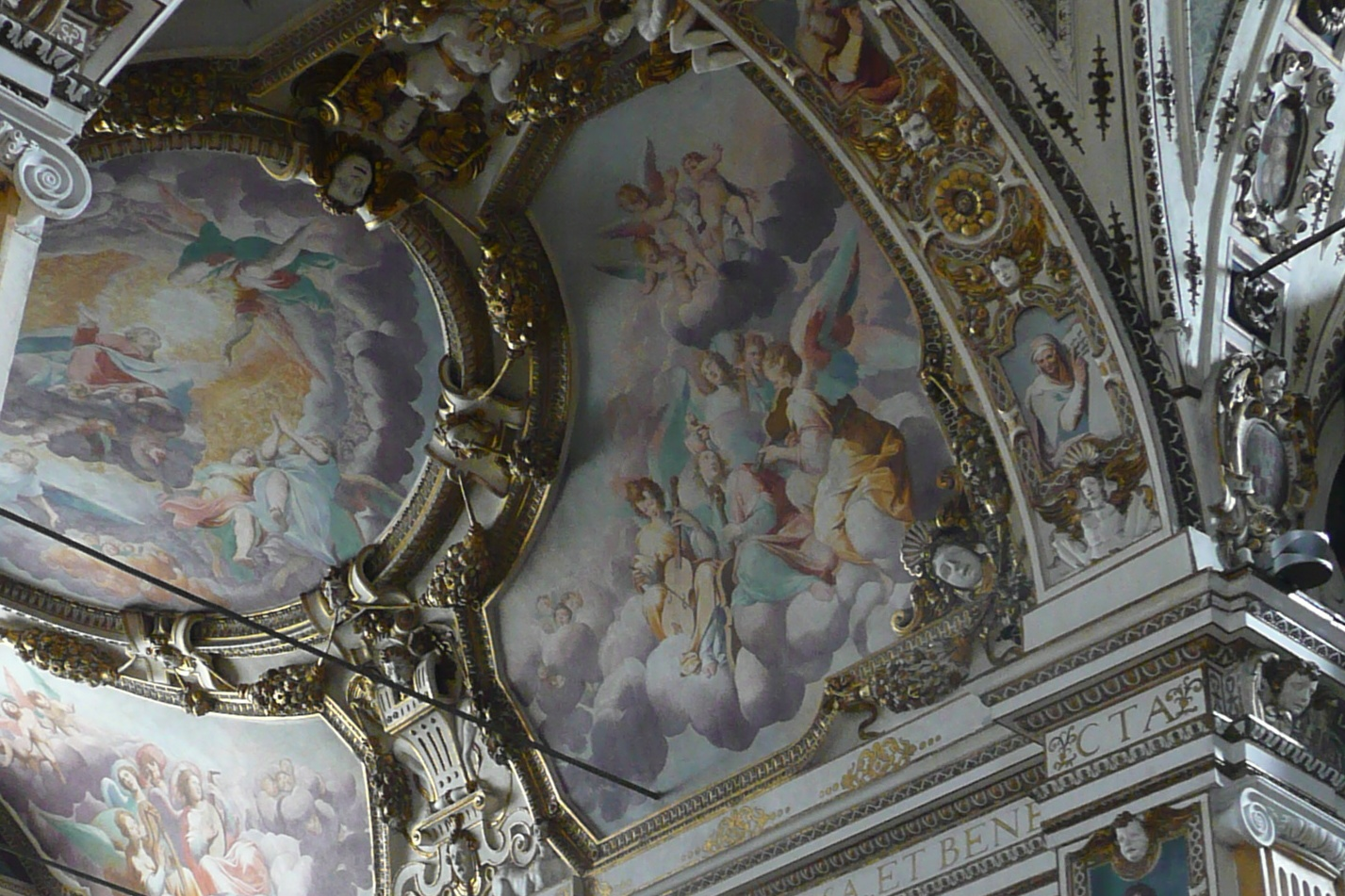
Camillo Procaccini, Asunción de María, Bóveda del presbiterio

El presbiterio está decorado con un vasto ciclo de frescos de Camillo Procaccini,  también autor de varios lienzos en las capillas de la iglesia, de la segunda década del siglo XVII. En la bóveda se puede admirar, en el tondo  central, L'Assunzione di Maria, contorneada en los cuatro compartimentos laterales por filas de ángeles músicos. Los frescos se caracterizan por los delicados acordes cromáticos de las túnicas de los ángeles, sobre el insólito lila dominado por las nubes al fondo. El concierto de los ángeles también muestra un notable repaso a los instrumentos musicales en uso en la época, laúdes, cuerdas, arpas y trompetas. También del mayor de los hermanos Procaccini son los lienzos del fondo del coro, con L'Annunciazione, La Fuga in Egitto y La Morte della Madonna.
El altar mayor, barroco, realizado en mármol policromado y piedras semipreciosas, fue esculpido en 1708 por Giovanni Battista Dominioni, con las estatuas arriba.

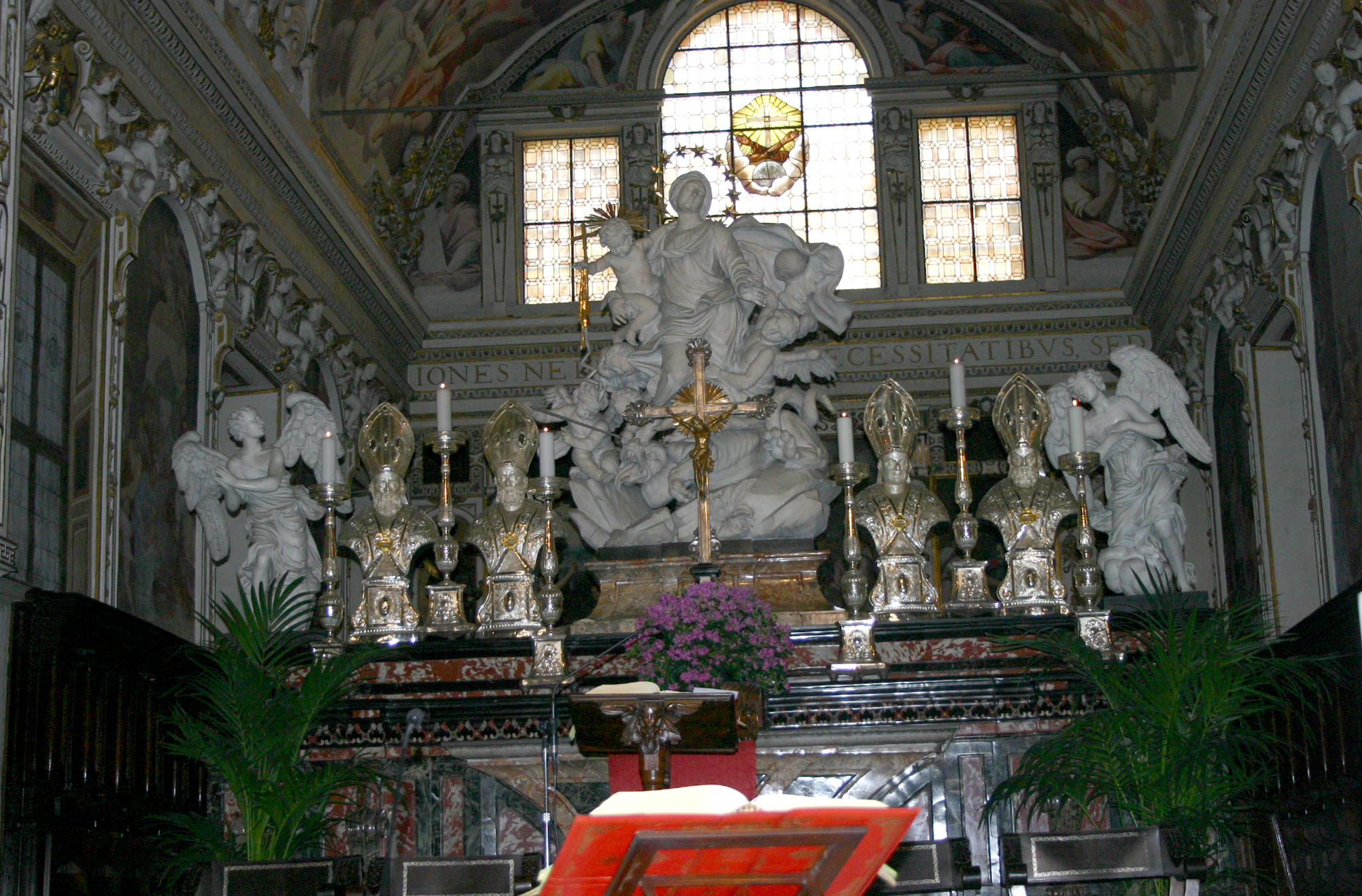
Altar mayor (1708), obra de Giovanni Battista Dominioni

#### Sacristía
La sacristía, que tiene una decoración rococó, tiene pinturas en su interior de varios autores, incluida una  Natività della Vergine de Giulio Cesare Procaccini.

### Órgano de tubos

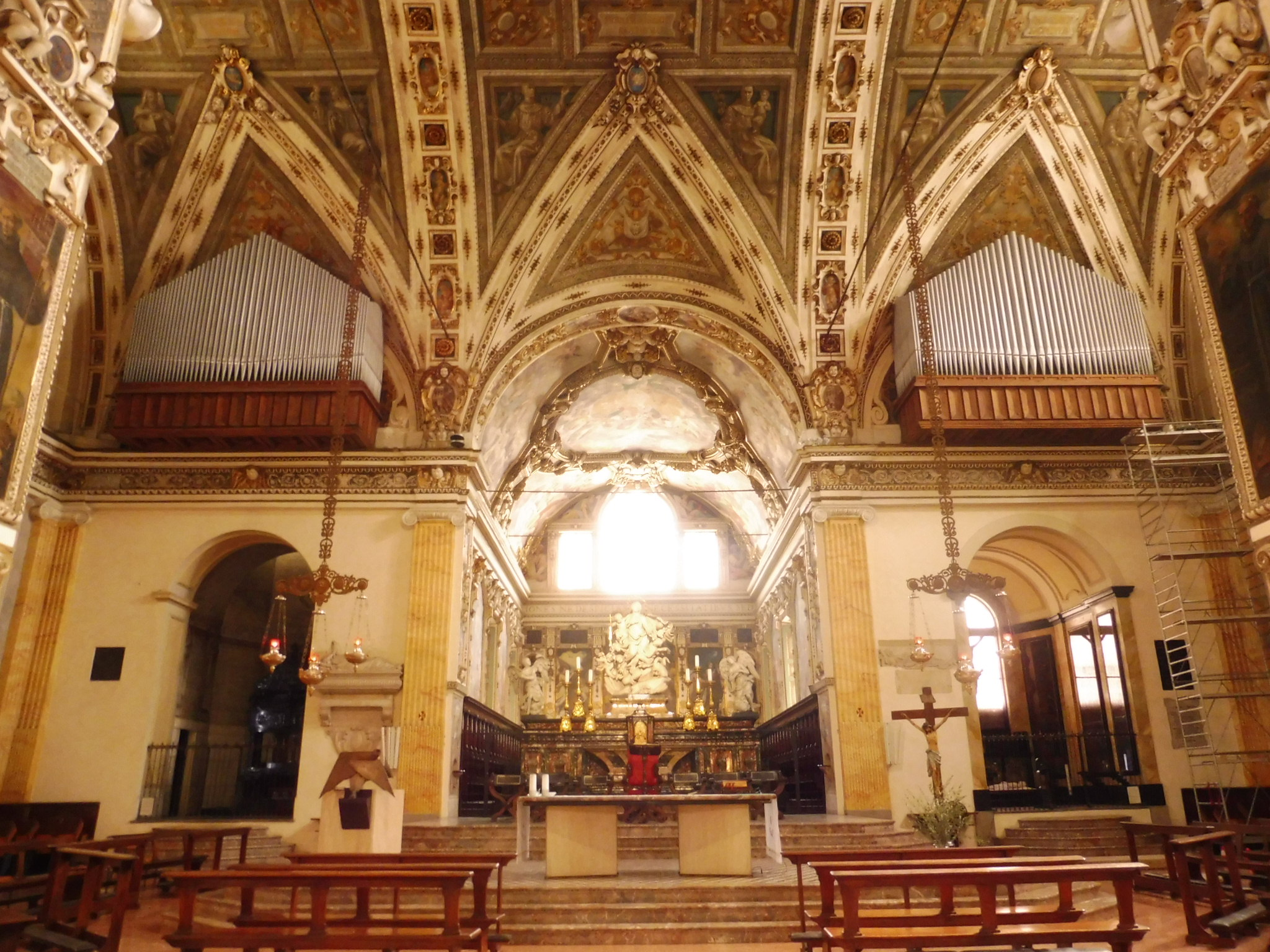
S. Angelo, órgano Tamburini en el transepto

En los dos brazos del transepto, dividido en cuatro cuerpos distintos más un quinto cuerpo en la pared posterior del ábside, se encuentra el órgano  Tamburini (Opus 372)  con cuatro teclados de 61 notas y pedalera cóncavo-radial de 32 notas, cuya consola se ubica detrás del altar mayor, en el coro. El instrumento fue construido en 1957 y funciona eléctricamente para las notas y los registros. Fue restaurado en 2003 con la incorporación de una centralita electrónica para la gestión de las combinaciones regulables.